# Campeonato Brasileiro de Futebol
O Campeonato Brasileiro de Futebol, também conhecido como Campeonato Brasileiro, Brasileirão e Série A, é a liga brasileira de futebol profissional entre clubes do Brasil, sendo a principal competição futebolística no país. É por meio dela que são indicados os representantes brasileiros para a Copa Libertadores da América (juntamente com o campeão da Copa do Brasil). O campeão do torneio também conquista uma vaga na Supercopa do Brasil no ano seguinte.
Ao contrário do que ocorrera em outros países da América do Sul, houve muitos desafios para que o futebol no Brasil tivesse um sistema de disputa em nível federal. Além da grande dimensão geográfica do país, contribuíram para essa situação a origem e a consolidação do futebol no país a partir dos grandes centros urbanos, algo que fortaleceu uma organização por federações estaduais; as intensas rivalidades pelo poder entre dirigentes paulistas e cariocas, os maiores centros futebolísticos do Brasil; e a própria postura da Confederação Brasileira de Desportos (CBD, precursora da atual Confederação Brasileira de Futebol), a então entidade responsável pelo futebol nacional e que tinha mais interesse em arrecadar com o modelo de um Campeonato Brasileiro entre Seleções Estaduais, originalmente a nomenclatura "Campeonato Brasileiro de Futebol" pertencia a essa disputa, jogada de forma descontínua entre 1922 e 1962, além de uma edição em 1987. Em 1937, surge a primeira disputa nacional de clubes profissionais, o Torneio dos Campeões da FBF (liga de dissidentes e defensora da profissionalização), reconhecido pela CBF, em 2023, como Campeonato Brasileiro. Antes, houve o Campeonato Brasileiro de Clubes Campeões, triangular da CBD jogado em 1920, em pleno amadorismo. Apenas em 1959, como estabelecido em 1955, a CBD cria um torneio nacional regular de clubes profissionais, a Taça Brasil. Em 1967, o Torneio Rio-São Paulo foi expandido para incluir equipes de outros estados, ficando conhecido como Torneio Roberto Gomes Pedrosa, e passando a ser considerado uma competição nacional. Em 1971, a CBD iniciou um novo torneio nacional, o Campeonato Nacional de Clubes, torneio este, que foi considerado, entre 1976 e 2010, pela entidade máxima do futebol brasileiro como sendo a primeira edição do Campeonato Brasileiro. Em seus boletins oficiais entre 1971 e 1975, a CBD colocava as edições do Torneio Roberto Gomes Pedrosa/Taça de Prata em igualdade de condições com as edições posteriores do Campeonato Brasileiro, apenas mantendo os nomes próprios, excluindo esta informação a partir do boletim de 1976. O primeiro Campeonato Brasileiro oficialmente com esse nome foi realizado em 1989. Em dezembro de 2010, a CBF unificou a Taça Brasil (1959 a 1968) e o Torneio Roberto Gomes Pedrosa/Taça de Prata (1967 a 1970) aos títulos a partir de 1971.
Uma das características históricas do Campeonato Brasileiro foi a falta de uma padronização no sistema de disputa, que mudava a cada ano, assim como as regras e o número de participantes. Por conta disso, em diversas temporadas não havia sistema de acesso e descenso para a Segunda Divisão, ao mesmo tempo em que houve edições as quais o regulamento previa, no mesmo ano, o acesso das equipes com melhor campanha para a Primeira Divisão. Somente na década de 1990, a CBF instituiu um sistema mais regular entre diferentes divisões. Dentre os vários formatos já adotados incluem-se sistema eliminatório (1959–1968) e sistemas mistos de grupos (1967–2002). A fórmula de disputa do campeonato foi padronizada somente em 2003, quando foi adotado o sistema de pontos corridos com todas as equipes se enfrentando em turno e returno. O primeiro campeão brasileiro foi o Atlético Mineiro em 1937, enquanto o Palmeiras é o clube que detém o maior número de títulos brasileiros, com doze conquistas; Desde sua edição pioneira em 1937, dezessete clubes já foram campeões brasileiros, treze por mais de uma vez, de sete estados e nove cidades diferentes, sendo que apenas o estado de São Paulo teve campeão por mais de uma cidade, três no total (Campinas, Santos e São Paulo), e apenas a cidade do Rio de Janeiro teve mais de três clubes campeões, quatro deles (Botafogo, Flamengo, Fluminense e Vasco da Gama), características estas que demonstram o nível de competitividade do campeonato.
O Campeonato Brasileiro é uma das ligas mais fortes do mundo, sendo a liga mais valiosa do continente americano e a sétima do mundo, contando entre seus integrantes habituais com a participação do maior número de clubes detentores de títulos de "campeões mundiais", com onze campeonatos ganhos por sete clubes, o segundo em termos de quantidade de títulos da Copa Libertadores da América, com vinte e três títulos conquistados por onze clubes e ainda outros três finalistas, atrás em títulos apenas da Primera División Argentina, com 25 títulos conquistados por oito clubes e mais dois clubes finalistas. Nos últimos anos, o Brasileirão vem sendo também classificado como um dos campeonatos nacionais mais valiosos do mundo. Por conta disso, a Série A do Campeonato Brasileiro é reconhecida como uma das ligas nacionais mais equilibradas do mundo. De acordo com o ranking da Federação Internacional de História e Estatísticas do Futebol (IFFHS, na sua sigla em inglês), é um dos cinco campeonatos mais fortes do mundo — no relatório de 2020, esteve somente atrás da Premier League inglesa. É ainda o torneio de futebol mais visto no continente americano e um dos mais expostos internacionalmente, transmitido para mais de 150 países.

## História

### Antecedentes e primeira edição: o Torneio dos Campeões da FBF (1937)

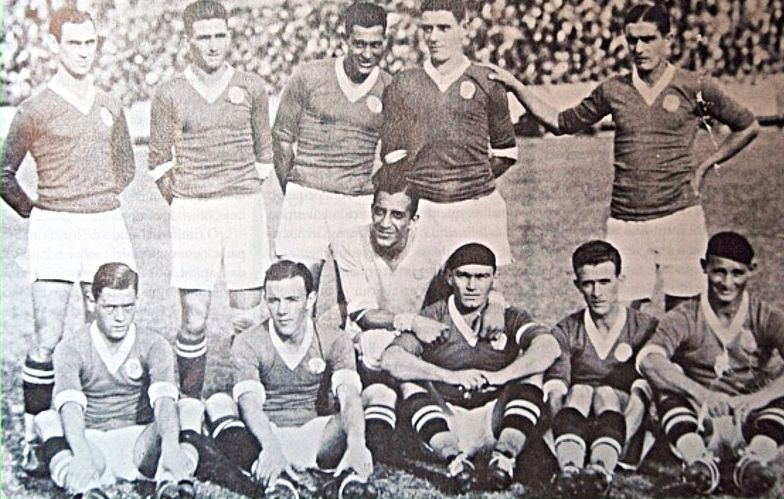
Elenco do Palestra Italia, primeiro campeão do Torneio Rio–São Paulo em 1933. Esta edição e a de 1934 foram organizadas pela Federação Brasileira de Futebol (a de 1934 não foi conclusa), que pretendia organizar um campeonato nacional de clubes, em contraponto ao de seleções da CBD. A FBF foi uma federação nacional vinculada somente ao futebol, que existiu de 1933 até 1941 e defendia a profissionalização do esporte. Em 1938 foi incorporada à CBD, ex-opositora, e em 1941 foi extinta, com a CBD lhe ratificando os atos.
Após a Portuguesa terminar os dois certames de 1933 em 3º lugar (estadual e Rio-SP), o jornal Correio de S. Paulo colocava os lusos como favoritos ao título de "campeão paulista e brasileiro" de 1934. Em 1937, o mesmo jornal rotulou o primeiro Campeonato Brasileiro, também organizado pela FBF, como o terceiro.

A maneira como o futebol consolidou-se no Brasil criou várias dificuldades para se estabelecer um sistema de disputa que ultrapassasse as fronteiras estaduais. Ainda que já se praticasse o esporte em território brasileiro desde o final do século XIX, bem como houvesse clubes disputando campeonatos locais organizados por ligas e associações (ambas embriões das atuais federações), não havia nacionalmente uma instituição responsável pela centralização e regulamentação do futebol no país até meados da década de 1910. Nesse sentido, as primeiras entidades surgidas para tentar organizar o futebol nacional foram a Federação Brasileira de Sports (FBS) e a Federação Brasileira de Football (FBF). Embora ambas rivalizassem e tivessem buscado o reconhecimento da Federação Internacional de Futebol (FIFA), ambas acabaram dissolvidas em prol da criação da Confederação Brasileira de Desportos (CBD), cujo corpo funcional seria posteriormente composto por assembleia geral das federações associadas.
A criação da CBD ajudaria a organizar de maneira oficial o selecionado do Brasil que representaria o país em competições, como foi o caso da primeira edição do Campeonato Sul-Americano de Futebol (atual Copa América) em 1916. Outra missão institucional da nova confederação seria a promoção de torneios nacionais em território brasileiro, algo que, no entanto, ficou impossibilitado pela falta de recursos dessa entidade e dos constantes atritos entre as poderosas ligas cariocas e paulistas, os dois grandes centros futebolísticos no país. O jornal O Estado de S. Paulo de 29 de março de 1920, divulgou que o triangular daquele ano era um campeonato nacional, representado pelas forças máximas da associação, e que, após a vitória sobre o Fluminense, o Paulistano confirmou o seu título de "campeão brasileiro de futebol". Em plena época do amadorismo, depois de vencer os gaúchos e cariocas no Campeonato Brasileiro de Clubes Campeões, a diretoria do clube paulista voltou para casa festejando os "campeões brasileiros".
Em 1922, a CBD organiza o primeiro Campeonato Brasileiro de Seleções Estaduais (na época referido como Campeonato Brasileiro de Futebol), um torneio que reunia os selecionados das entidades federativas filiadas à confederação. Bem sucedido, esse campeonato tornou-se o principal projeto da confederação em nível federal para o futebol no país. A CBD organizou vinte e seis edições da disputa (entre 1922 e 1962), a FBF, três (1933 a 1935), e a CBF (sucessora da CBD), a última (1987).
Novas tensões surgiram no futebol brasileiro durante a década de 1930, desta vez motivadas pelas disputas em torno do amadorismo e do profissionalismo na modalidade. Frente à postura da CBD, favorável a manutenção da veia amadora, um grupo de clubes paulistas (vinculados à Associação Paulista de Esportes Atléticos) e cariocas (ligados à Liga Carioca de Futebol) rompeu com a confederação para criar a Federação Brasileira de Football (FBF, sem relação com a primeira criada em 1915). Para se afirmar nacionalmente ante à CBD, uma das primeiras iniciativas da FBF foi a organização de um campeonato brasileiro de clubes de futebol profissional. Foi realizado um campeonato em 1933 contando apenas com equipes das associações do Distrito Federal (atual município do Rio de Janeiro) e de São Paulo, as duas únicas formalmente filiadas à FBF. Portanto, este torneio foi a origem do Torneio dos Campeões de 1937 e do Rio–São Paulo. Este último firmou-se, ao longo da década de 1950 e início de 1960, como uma dos mais tradicionais competições do futebol brasileiro. O Torneio Rio-São Paulo de 1933 também ficou marcado por ser a primeira competição da era do profissionalismo do futebol brasileiro, sendo o Palestra Italia tratado pelo jornal Correio de S. Paulo como "campeão paulista e nacional de profissionais", no ano em que a FBF ainda estava realizando "o primeiro Campeonato Brasileiro de seleções profissionais". No entanto, a edição seguinte do Rio-SP foi interrompida ainda na fase classificatória, devido às disputas políticas, com clubes trocando de federações, em meio ao processo de profissionalização do futebol no Brasil. O Torneio Rio-São Paulo voltou a ser realizado somente em 1940, mas dessa vez pelas federações dos dois estados. A competição novamente não chegou ao fim, sendo interrompida após um turno disputado, enquanto seu regulamento previa a realização de dois turnos. Assim, a CBD deu o torneio como inacabado, sem nenhum clube ter se sagrado campeão. Apenas a partir de 1950 que o Torneio Rio-São Paulo passou a ser disputado anualmente.

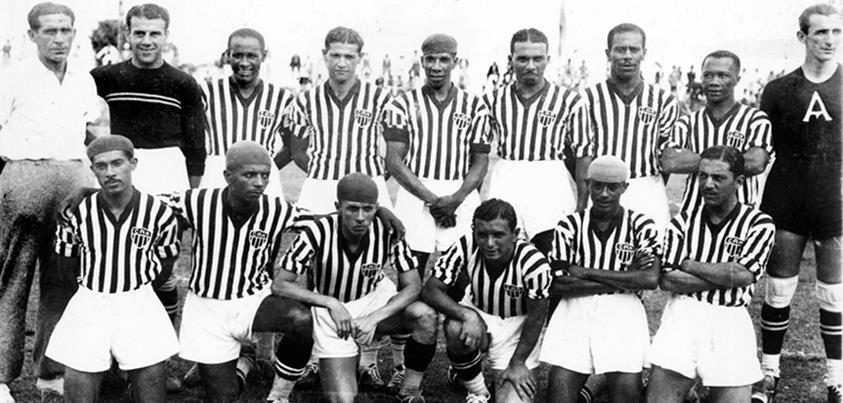
Elenco do Atlético, primeiro campeão brasileiro. Em pé, da esquerda para a direita: Floriano Peixoto (técnico), Kafunga, Florindo, Zezé Procópio, Lola, Bala, Alcindo, Quim, Clóvis; agachados: Paulista, Alfredo, Guará, Nicola, Rezende e Elair.

Finalmente, em 1937, em vez de organizar o que seria seu quarto Campeonato Brasileiro de Seleções Estaduais, a FBF, pressionada financeiramente, preferiu reunir os clubes campeões estaduais de 1936 em suas ligas filiadas. Assim, disputou-se o Torneio dos Campeões de 1937, primeiro certame nacional entre clubes profissionais do Brasil. Foi vencido pelo Atlético-MG, que tornou-se o primeiro campeão brasileiro.
Antes do final da década de 1930, FBF e CBD entraram em um acordo, tendo a primeira participação na gestão especializada do futebol dentro do país e a segunda organizando a representação internacional do desporto brasileiro (e, por conseguinte, da Seleção Brasileira). Na prática, com a instituição do Decreto-Lei  3 199 de 1941, a federação foi dissolvida e seus quadros foram assimilados ao corpo da confederação, que ratificou-lhe os atos.
Desse modo, o Campeonato Brasileiro de Seleções Estaduais permaneceu como a principal competição organizada no país. Contudo, seu modelo de disputa incomodava aos principais clubes nacionais, que disputavam os campeonatos organizados por suas federações estaduais e também realizavam muitos amistosos para arrecadar recursos. Com isso, os clubes resistiam a ceder seus atletas para a montagem dos selecionados estaduais que atuavam no Campeonato Brasileiro de Seleções Estaduais.

### O início da regularidade a partir da CBD: a Taça Brasil e o Torneio Roberto Gomes Pedrosa/Taça de Prata (1959–1970)

Time do Bahia com a taça e as faixas de campeão brasileiro de 1959.

Time do Palmeiras campeão brasileiro de 1969.

Ciente do problema da falta de uma competição de caráter nacional, a Confederação Brasileira de Desportos (CBD) estudou maneiras de contentar financeiramente tanto os clubes quanto as federações estaduais como ainda a própria CBD. Em setembro de 1955, durante o primeiro Congresso Brasileiro de Futebol — que tinha como um dos principais objetivos, a realização de um torneio nacional de clubes campeões com a finalidade de se conhecer o time campeão brasileiro — foi aprovada a proposta de criação da Taça Brasil pela CBD e, ficando firmado que, o campeonato seria disputado anualmente e que a sua primeira edição aconteceria somente em 1959. 

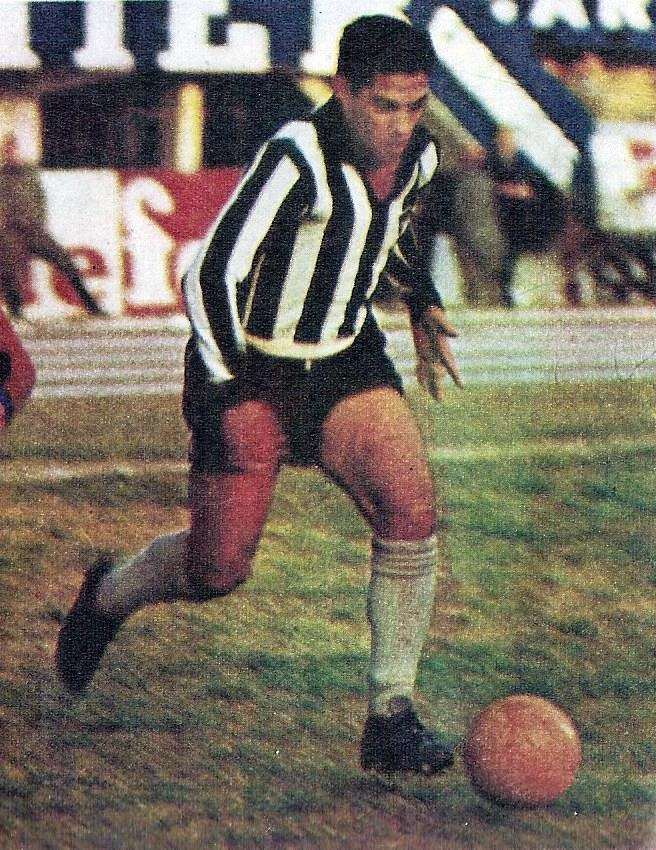
Garrincha em jogo pelo Botafogo.

Em razão do calendário do futebol brasileiro já estar aprovado no período de 1955 a 1958, não podendo sofrer alterações em decorrência da Copa do Mundo de 1958. Sendo assim, ficou definido naquela época para a Taça Brasil começar somente em 1959. A criação do torneio era necessária como forma de conciliar e integrar os clubes de outros estados, pois questionava-se o fato de apenas clubes cariocas e paulistas terem a chance de participar do Torneio Rio–São Paulo e da Copa Rio Internacional. A partir da segunda metade da década de 1950, a entidade brasileira também esteve diretamente envolvida na proposta enviada à Confederação Sul-Americana de Futebol (CONMEBOL) de criação da Copa dos Campeões da América (atual Copa Libertadores da América), uma competição anual que reuniria times campeões nacionais disputando o título continental, e cujo campeão pudesse enfrentar o vencedor da Taça dos Campeões Europeus, criada em 1955 pela União das Associações Europeias de Futebol (UEFA, na sua sigla em inglês). Jus a isso, a CBD encontrou mais uma necessidade para a realização de uma competição para definir o campeão brasileiro a ser indicado como o representante do Brasil na competição sul-americana. Desta maneira, em 1959, a CBD deu início à Taça Brasil, uma competição entre os clubes campeões estaduais muito mais abrangente que os torneios Rio-São Paulo e que incorporava times de todas as partes do país em um formato de disputa eliminatória, com partidas de ida e volta em cada fase. Esse modelo permitia que clubes e federações obtivessem bons resultados financeiros organizando partidas em seus estádios/estados e, ainda, que destinassem um percentual das rendas para a CBD. A segunda competição nacional de clubes profissionais do país (sucedendo o Torneio dos Campeões de 1937), sendo a primeira da CBD na era profissional, em 1959, contou com dezesseis participantes. O regulamento previa que os campeões paulista e carioca entrassem na competição apenas na fase semifinal; os demais seriam agrupados geograficamente. Os vencedores das zonas Norte e Sul também se classificavam para as semifinais. O Bahia se tornou o segundo campeão brasileiro ao vencer o Santos na final. Apesar do caráter experimental da primeira edição do torneio, devido, em grande medida, à dificuldade de programar as datas das partidas, a Taça Brasil foi um sucesso de público e se estabeleceu no calendário do futebol brasileiro.

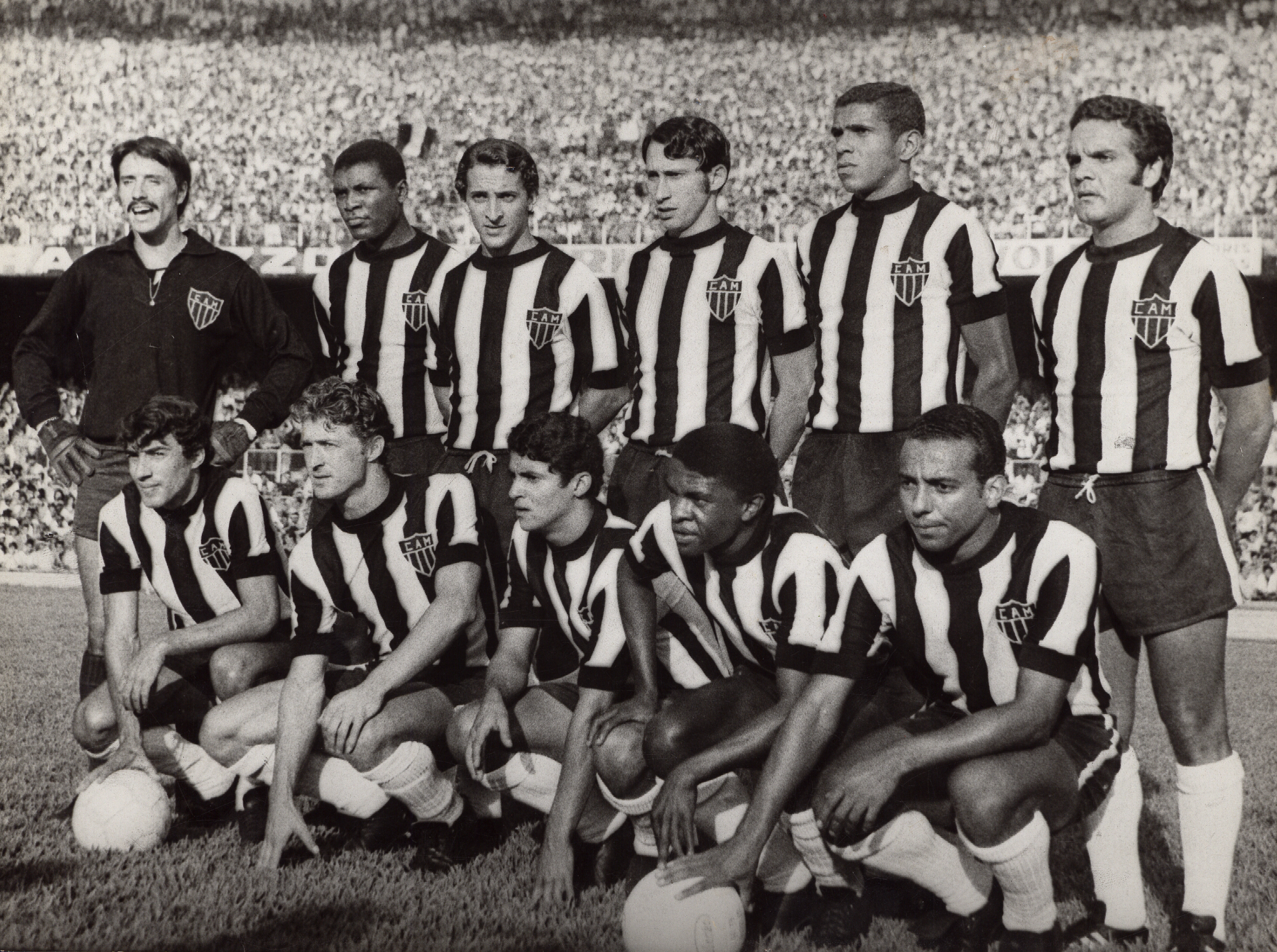
Time do Atlético Mineiro em 1970.

Na edição seguinte, o Palmeiras, conhecido na época como Academia de Futebol, venceu o Fortaleza na final, mantendo a hegemonia paulista. A partir daí o Santos começou a despontar, sendo campeão brasileiro por cinco vezes consecutivas, vencendo a edição de 1961 (reeditando a final de 1959, contra o Bahia), tornando-se bicampeão no ano seguinte ao derrotar o Botafogo por 5 a 0 em pleno Maracanã, conquistando o terceiro título novamente diante do Bahia na edição de 1963, o quarto diante do Flamengo em 1964, por fim, chegando ao marco do pentacampeonato em 1965, batendo o Vasco da Gama na final. O Santos chegou a sua sexta final consecutiva em 1966, porém, desta vez, perdeu para o Cruzeiro.

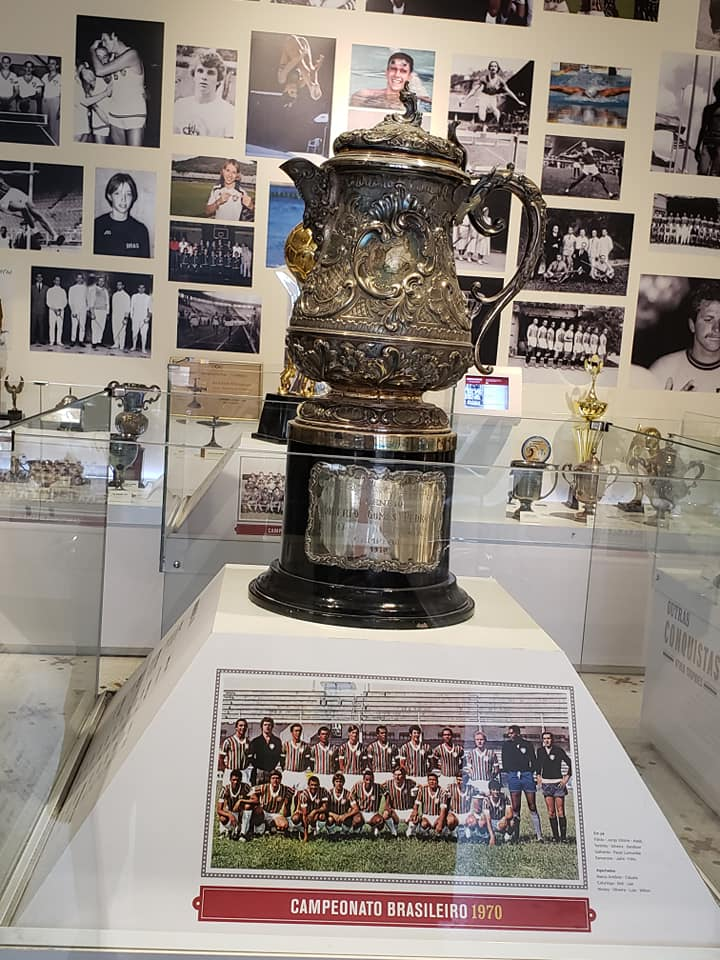
Taça de Prata de 1970.

Em 1967, o Torneio Rio-São Paulo, ainda sob organização das federações carioca e paulista, foi ampliado com a inclusão de clubes do Rio Grande do Sul, Minas Gerais e Paraná, passando a ser denominado oficialmente como Torneio Roberto Gomes Pedrosa (conhecido popularmente como "Robertão", devido a sua ampliação e caráter nacional). A partir de 1968, o certame passou a ser organizado pela CBD, e também recebeu da entidade a denominação oficial de Taça de Prata em função do troféu dado ao vencedor. A partir daí, os clubes que conquistavam o Torneio Rio-São Paulo eram listados como campeões interestaduais e os do Torneio Roberto Gomes Pedrosa/Taça de Prata eram apontados como campeões nacionais. No entanto, a Taça Brasil e o Robertão estavam sendo disputadas simultaneamente, algo que tornou comum mais de um clube ser denominado como "campeão brasileiro" por alguns órgãos da imprensa neste período, embora apenas o Torneio Roberto Gomes Pedrosa/Taça de Prata tivesse sido relacionado pela CBD em seus boletins oficiais como Campeonato Brasileiro, até a entidade que dirigia o futebol brasileiro mudar a redação, em 1976.
No mesmo ano de 1967, o Palmeiras conquistou dois títulos nacionais, ao vencer as duas competições, sendo a única equipe que conseguiu este feito. Com o reconhecimento posterior, em 1968, Botafogo e Santos acabaram denominados campeão brasileiros por vencerem a Taça Brasil e a Taça de Prata, respectivamente. A partir daí, apenas o Robertão esteve em disputa, consagrando como campeões o Palmeiras em 1969 e o Fluminense em 1970. Internacional, Grêmio Atlético Mineiro e Cruzeiro foram os clubes de fora do Eixo Rio-São Paulo que se posicionaram entre os quatro primeiros colocados neste período.

### Reformulações: o Campeonato Nacional de Clubes e a Copa Brasil (1971–1979)

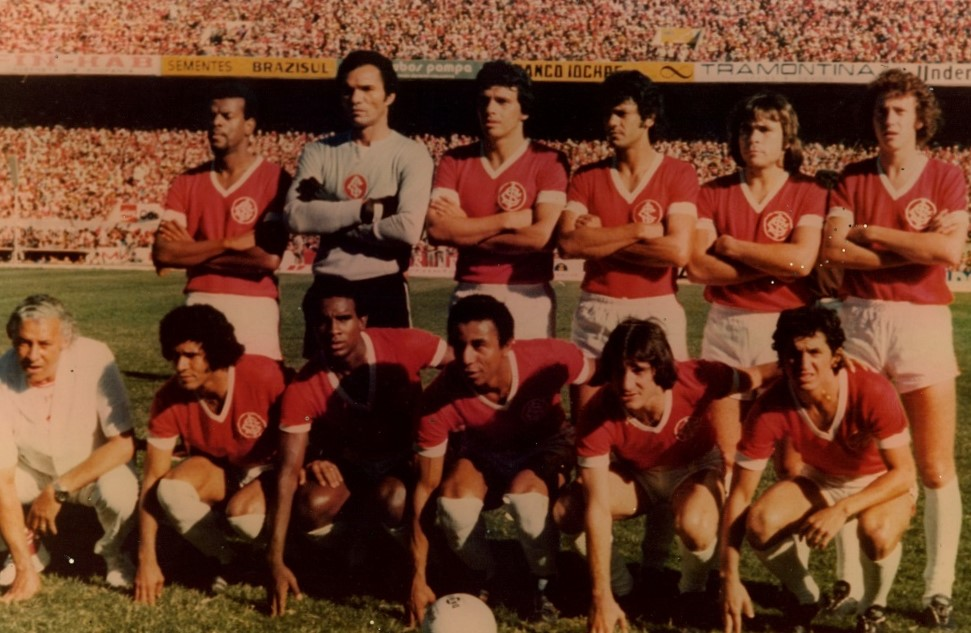
Equipe do Internacional campeão brasileiro de 1975.

Devido à experiência bem-sucedida com as quatro edições do Torneio Roberto Gomes Pedrosa, em 1971 a CBD anunciou a transformação do Robertão em Campeonato Nacional de Clubes, com grande influência política. Esse torneio ficaria conhecido, a partir de 1976, como a primeira edição do Campeonato Brasileiro, excluindo a versão anterior, apesar de disputado sob formato similar ao Robertão — em seus boletins oficiais entre 1971 e 1975, a CBD colocava as edições do Torneio Roberto Gomes Pedrosa em igualdade de condições com as edições do Campeonato Brasileiro, apenas mantendo os nomes próprios, excluindo esta informação a partir do boletim de 1976. Alguns autores consideram que "a história do futebol brasileiro, a partir desse momento, foi deixada para trás".
O primeiro campeão da nova competição foi o Atlético Mineiro. A Taça Brasil tinha acabado em 1968, o Robertão que desde sua segunda edição adotava o nome oficial de Taça de Prata, englobava apenas times dos estados do Rio de Janeiro, São Paulo, Minas Gerais, Rio Grande do Sul, Bahia, Paraná e Pernambuco. O campeonato tinha, a partir desse ano, primeira e segunda divisões que contava com participantes de vários estados brasileiros,[carece de fontes?] sem promoção e rebaixamento por critérios técnicos — no entanto, acabou havendo promoção: foi o vice-campeão da segunda divisão, o Remo, e não o campeão Villa Nova, que ficou com a vaga para disputar o Campeonato Nacional de Clubes de 1972 —, o que só aconteceria a partir de 1988. Na primeira divisão, a única inclusão de outro estado na disputa foi a do Ceará Sporting Club (Ceará), por ter a maior torcida do Ceará. Nesse primeiro ano não houve grandes mudanças em relação ao Robertão do ano anterior, apenas se deu mais uma vaga para Pernambuco, o vice-campeão, mais uma vaga para Minas Gerais, o terceiro colocado. Nesse primeiro ano, 20 clubes disputaram o Brasileiro, contra 17 do Robertão de 1970, não sofrendo nenhuma mudança drástica em relação à edição anterior. Durante vários anos, os interesses da ARENA, braço político da ditadura militar, nortearam o aumento do número de clubes que participariam da competição.

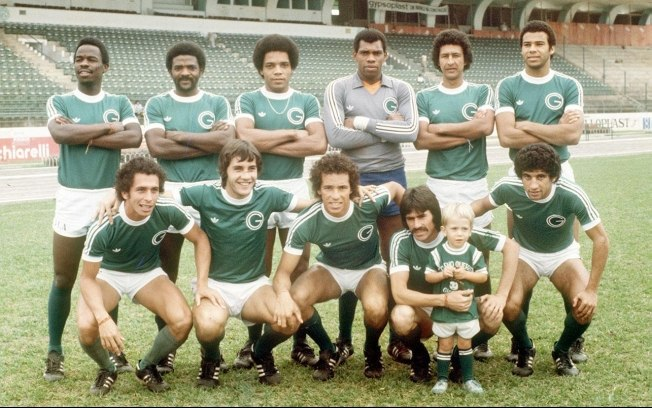
O time base do Guarani campeão brasileiro de 1978.

Em 1975, chegou ao fim a era João Havelange na Confederação Brasileira de Desportos. Ele deixou a entidade brasileira para assumir o comando da FIFA. Em um período em que a ditadura intervinha frequentemente no futebol brasileiro e forçava o inchaço do principal campeonato do país, não apenas para tornar o esporte realmente nacional, mas também para agradar os coronéis da política brasileira em regiões onde o futebol não era exatamente uma potência, a CBD teve um novo presidente: o almirante Heleno Nunes, de forte atuação na política do governo militar. Neste ano, a CBD instituiu um novo troféu mais elaborado, o Troféu Copa Brasil, produzido pelo designer Maurício Salgueiro e o certame que desde a edição de 1971 era denominado de Campeonato Nacional de Clubes, sofre uma nova reformulação e passa a ser chamado oficialmente de Copa Brasil.
De 1972 a 1987 os campeonatos estaduais deveriam ser classificatórios para o Campeonato Brasileiro, embora houvesse vários clubes que foram convidados quando não iam bem no estadual, ou se criava um acesso da segunda divisão para a primeira no mesmo ano, como aconteceu com o Corinthians em 1982. Isto fez com que, em 1979, todos os grandes clubes de São Paulo (com exceção ao Palmeiras) retiraram-se da competição. Eles protestaram contra este confuso sistema de classificação, o que fez com seus rivais, Palmeiras e Guarani, disputassem apenas a fase final (devido a condição de serem finalistas no ano anterior). O Guarani terminou entre os 12 primeiros, mesmo jogando apenas três partidas, e o Palmeiras em quarto, apesar de ter jogado apenas cinco, em um torneio com 94 participantes.
Nesse período, Palmeiras, Vasco da Gama, Internacional, São Paulo e Guarani foram os campeões, sendo este último o primeiro vencedor de um campeonato nacional representante de uma cidade do interior.

### Criação da CBF, novas reformulações e crises (1980–1988)

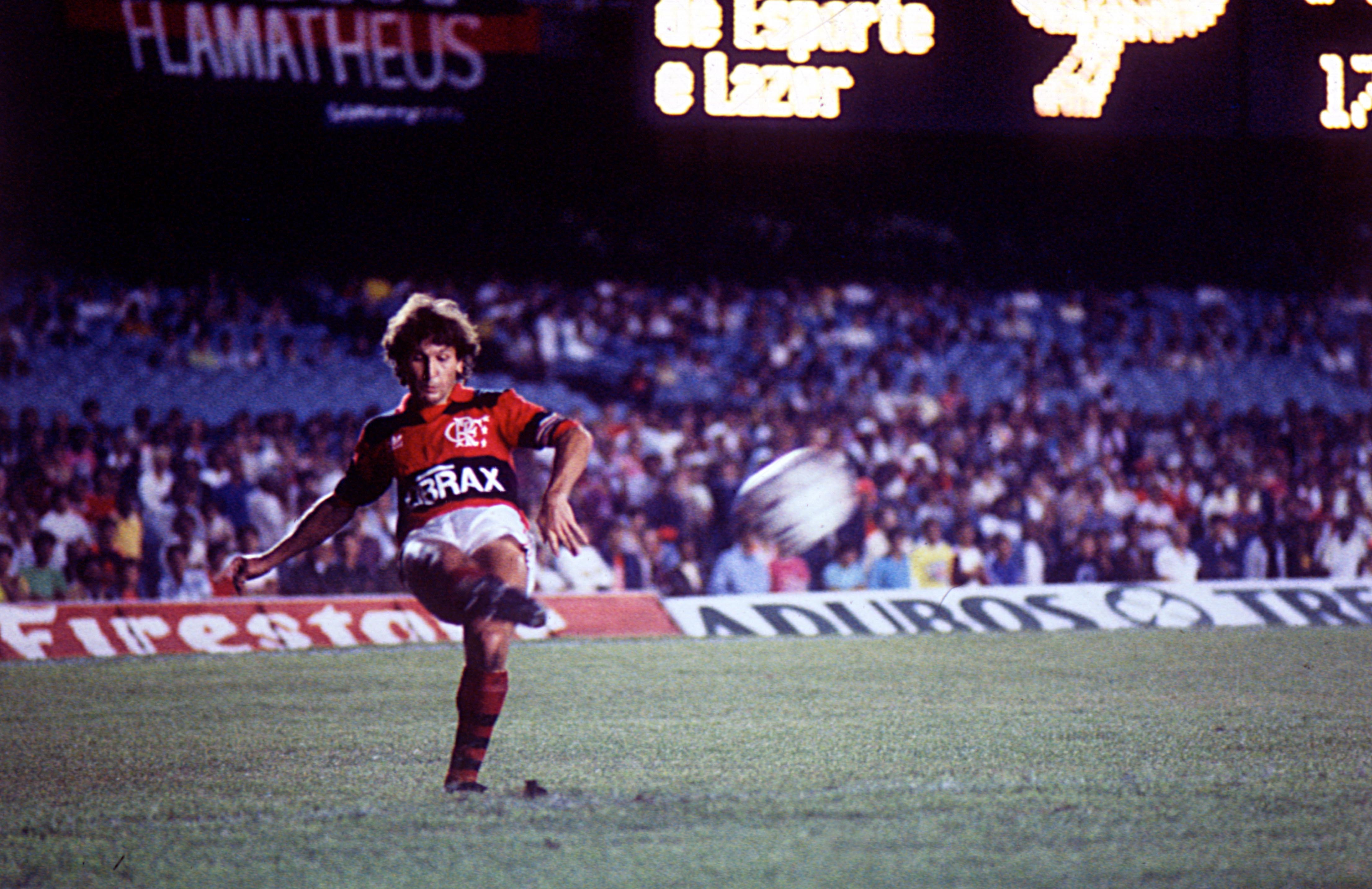
Zico, maior estrela do Flamengo nas conquistas dos Campeonatos Brasileiro de 1980, 1982 e 1983.

Em 1980, devido ao desmembramento da Confederação Brasileira de Desportos (CBD) ocorrido no ano anterior, o futebol brasileiro passou a contar com sua própria entidade, a Confederação Brasileira de Futebol (CBF). Com a nova entidade, o futebol nacional também ganhou um novo campeonato nacional totalmente reformulado, que foi nomeado de "Taça de Ouro" e contou com um formato com duas divisões — três em sua segunda edição —, além de criar um novo troféu que era oferecido pela CBF ao seu campeão. Entretanto, a Caixa Econômica Federal continuou a enviar uma réplica do troféu da antiga competição realizada pela CBD entre 1975 e 1979, a Copa Brasil. A reformulação do campeonato nacional, além da criação da própria CBF, foi principalmente devido a derrocada das bases financeiras que mantinha o futebol nacional e consequentemente a queda da influência do governo militar que intervinha regularmente no campeonato e a cada ano aumentava o número de clubes participantes. Na virada da década de 1970, chegou ao Brasil os efeitos da crise do petróleo, que abalou a economia mundial a partir de 1973 e, que teve efeito retardado no país. O regime militar bancou o congelamento do preço da gasolina, mas foi afetado pelos efeitos colaterais com o estouro da crise econômica nos anos 1980. Os clubes e as federações, presos a esse sistema, foram atingidos pelo agravamento da situação.
Em 1987, a CBF anunciou que era financeiramente incapaz de organizar o campeonato nos mesmos moldes, apenas algumas semanas antes de ter sido programado para começar. A Confederação prometeu encontrar um patrocinador para bancar as finanças, sem sucesso, tentaria um acordo com os clubes para que bancassem as suas próprias despesas com as viagens ou realizaria um certame regionalizado (como era na época da Taça Brasil). Como resultado, os treze clubes de futebol mais populares do Brasil criaram uma nova entidade, apelidada de Clube dos 13, para organizar um campeonato próprio. Este torneio recebeu o nome de Copa União. Para conciliar os interesses da CBF com o Clube dos 13, a competição recebeu o nome de Módulo Verde da Copa Brasil pela CBF, que formulou o Módulo Amarelo e um quadrangular. No final, ficou determinado um cruzamento entre os campeões e vice-campeões de ambos os módulos (grupos), donde sairia os dois representantes do Brasil para a Copa Libertadores de 1988. Flamengo e Internacional se recusaram a participar desse cruzamento sendo eliminados por W.O.; consequentemente, Sport e Guarani fizeram o quadrangular com apenas dois jogos finais, que consagraram o Sport como campeão brasileiro de 1987.[carece de fontes?] Oficialmente pela CBF, o Módulo Amarelo e Módulo Verde, ambos com dezesseis clubes, formaram o Campeonato Brasileiro de 1987 com 32 clubes no total. Assim como o ocorrido com a Taça Brasil e o Torneio Roberto Gomes Pedrosa, em 2010, que foram reconhecidos pela CBF como edições do Campeonato Brasileiro, a Copa União (Módulo Verde), também passou a ser reconhecida em 2011, porém teve decisão revogada pelo STJ. Em nota a CBF informou que reconhecer o Flamengo como campeão ao lado do Sport não iria contrariar os limites da coisa julgada e que reconhecia somente o Sport como campeão, por se tratar de uma decisão judicial, demonstrando assim que para a entidade os dois poderiam ser considerados campeões.
Em 1988, depois da confusão na edição anterior do campeonato nacional, a CBF decidiu fazer um enxugamento na quantidade de participantes na segunda Copa União, para realizar um campeonato mais competitivo com apenas 24 equipes. Além disso, pela primeira vez, a competição contou com um verdadeiro sistema de acesso e descenso, conforme exigido pela FIFA. Finalmente, desta vez, o regulamento foi cumprido, pois os quatro últimos colocados da primeira divisão (Bangu, Santa Cruz, Criciúma e America) caíram para a segunda divisão em 1989, sendo substituídos por Inter de Limeira e Náutico, respectivamente campeão e vice-campeão da Divisão Especial de 1988.
Nesta fase foram campeões, Flamengo, Grêmio, Fluminense, Coritiba, São Paulo, Sport e Bahia.

### Mudanças na CBF e no campeonato (1989–2002)

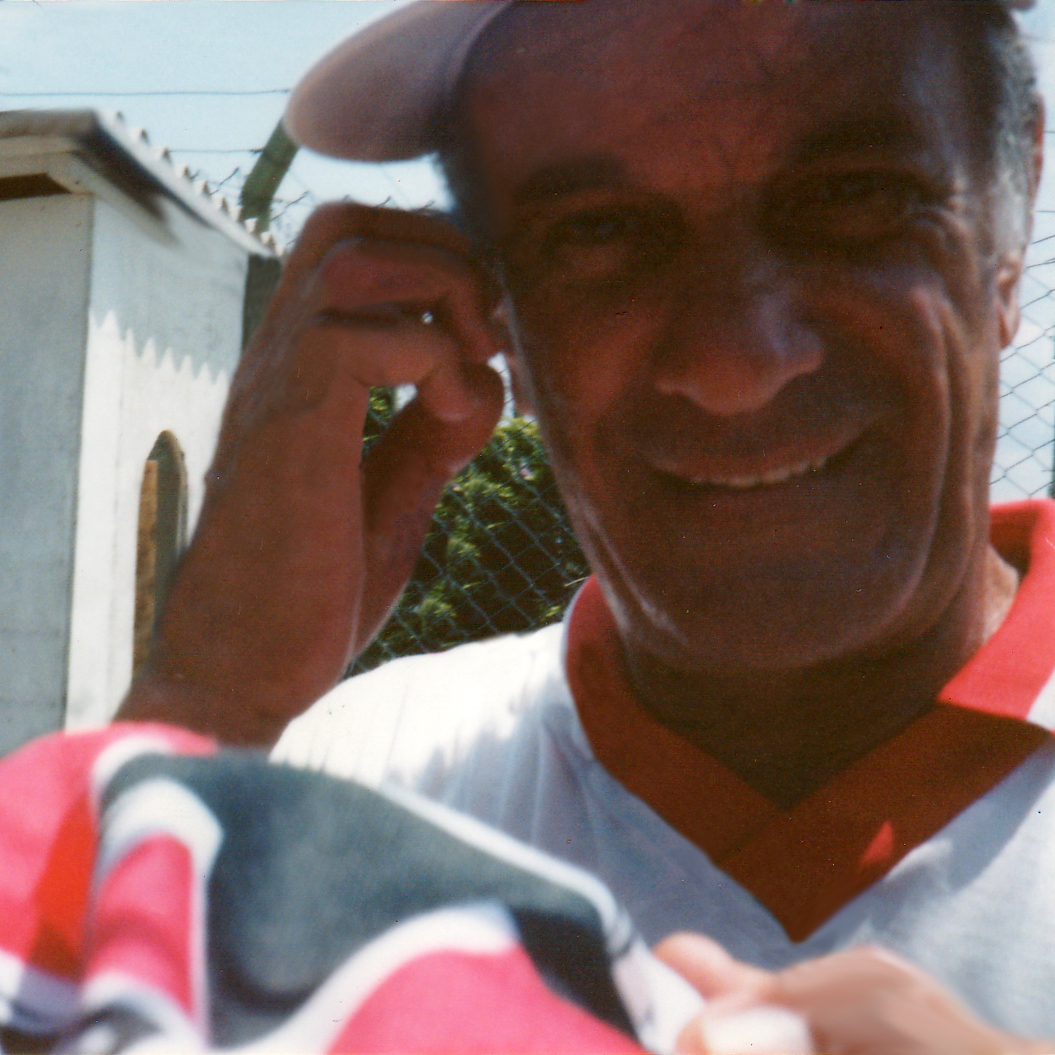
Telê Santana, que venceu títulos do Campeonato Brasileiro treinando o Atlético Mineiro, em 1971, e o São Paulo, em 1991.

Em 16 de janeiro de 1989, Ricardo Teixeira assume a presidência da CBF. Ele passou a comandar a entidade em uma época em que a mesma enfrentava graves problemas financeiros. Teixeira conseguiu transformá-la em superavitária através de contratos milionários envolvendo a Seleção Brasileira. Durante sua gestão, o Campeonato Brasileiro tornou-se mais reorganizado e as receitas geradas pelos clubes foram ampliadas, tanto nas cotas de televisão quanto nos patrocínios. Entretanto, desde a primeira década de sua gestão, Ricardo Teixeira foi envolvido em diversas denúncias de corrupção.
O Campeonato Brasileiro já havia sido testado com inúmeras fórmulas e nomes diferentes, sendo bastante inchado e confuso em várias edições. Porém, a partir de 1987, com a criação da Copa União, houve diminuição no número de participantes do campeonato. Com isso, vários clubes de regiões menos populares que entravam na competição nacional por serem campeões estaduais deixaram de enfrentar os clubes considerados "grandes" e tradicionais, e com isso algumas agremiações corriam o risco até mesmo de se extinguirem. Para acalmar o descontentamento destes clubes e das federações de menor expressão, a CBF viu-se obrigada a criar uma "copa" nos moldes das europeias. Em 1989, a entidade cria uma competição nacional secundária, a Copa do Brasil, que permitia a entrada de clubes de todos os estados. Com a criação deste novo certame, a CBF decide, pela primeira vez, nomear oficialmente o principal torneio nacional de futebol do país de Campeonato Brasileiro. A entidade tomou esta iniciativa para deixar claro qual era o torneio de caráter nacional do Brasil que daria ao seu vencedor o título de campeão brasileiro e, também, para evitar confusões entre Copa do Brasil com Copa Brasil, um dos antigos nomes utilizado entre as décadas de 1970 e 1980.
Na edição de 1999, um novo sistema de rebaixamento foi adotado, semelhante ao usado na Campeonato Argentino de Futebol. Os dois clubes com as piores campanhas na primeira fase e na temporada anterior eram rebaixados. No entanto, este sistema só durou uma única temporada. Durante a primeira fase da competição, foi descoberto que o jogador Sandro Hiroshi estava registrado de forma irregular. Devido a este escândalo, a CBF decidiu punir a equipe do jogador, o São Paulo, anulando jogos em que participou, alternando imediatamente os resultados. Internacional e Botafogo ganharam pontos, resultando no rebaixamento do Gama. O clube imediatamente processou CBF, que foi impedida de organizar a edição de 2000, e garantiu vaga nesta competição. Jus a isto, o Clube dos 13 organizou o campeonato daquele ano, sob o nome de Copa João Havelange, um controverso torneio de 116 times divididos em 4 módulos.
Neste período foram campeões: Vasco da Gama, Corinthians, São Paulo, Palmeiras, Botafogo, Atlético Paranaense e Santos.

### Adoção do sistema de pontos corridos, estabilização e crescimento (2003–presente)

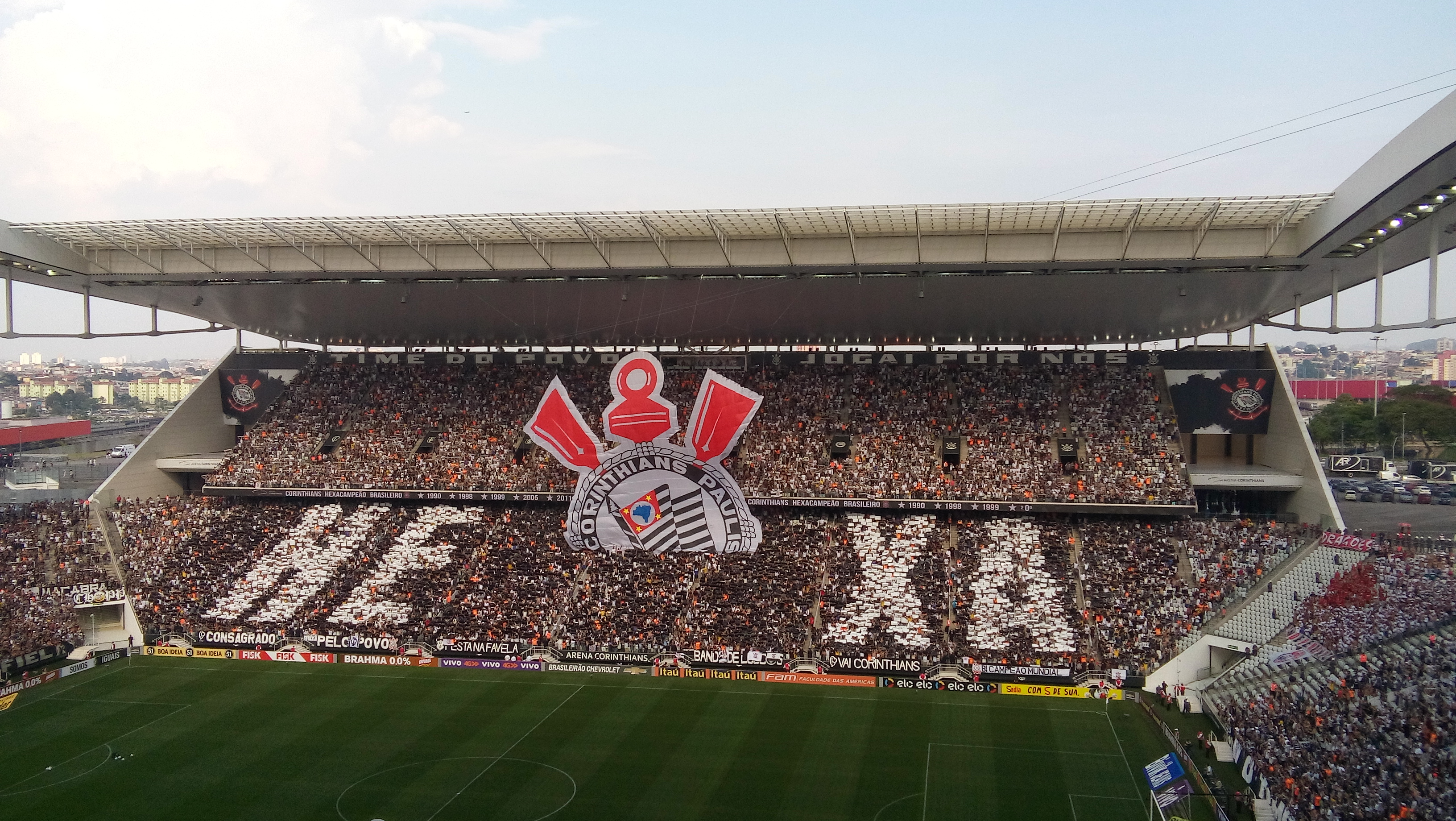
Mosaico 3D da torcida corintiana na Arena Corinthians, comemorando o título do Brasileirão 2015.

Uma das características históricas do Campeonato Brasileiro foi a falta de uma padronização no sistema de disputa, que mudava a cada ano, assim como as regras e o número de participantes. Isto durou até 2003, quando o formato de pontos corridos foi adotado. As partidas são divididas em dois turnos, e a equipe que somar o maior número de pontos é declarada campeã. Os critérios de desempate variam, de sequência de gols a número de vitórias. O Cruzeiro se consagrou o primeiro campeão sob o novo formato.
A edição de 2005 ficou marcada por um evento negativo: o escândalo da Máfia do Apito. Durante o campeonato, o árbitro Edílson Pereira de Carvalho foi preso em uma operação da polícia por manipular resultados de jogos em que atuou para que empresários de sites de apostas pudessem lucrar mais. Em uma decisão polêmica e inédita em toda a história do futebol, o Superior Tribunal de Justiça Desportiva (STJD) determinou a anulação dos 11 jogos apitados pelo árbitro.

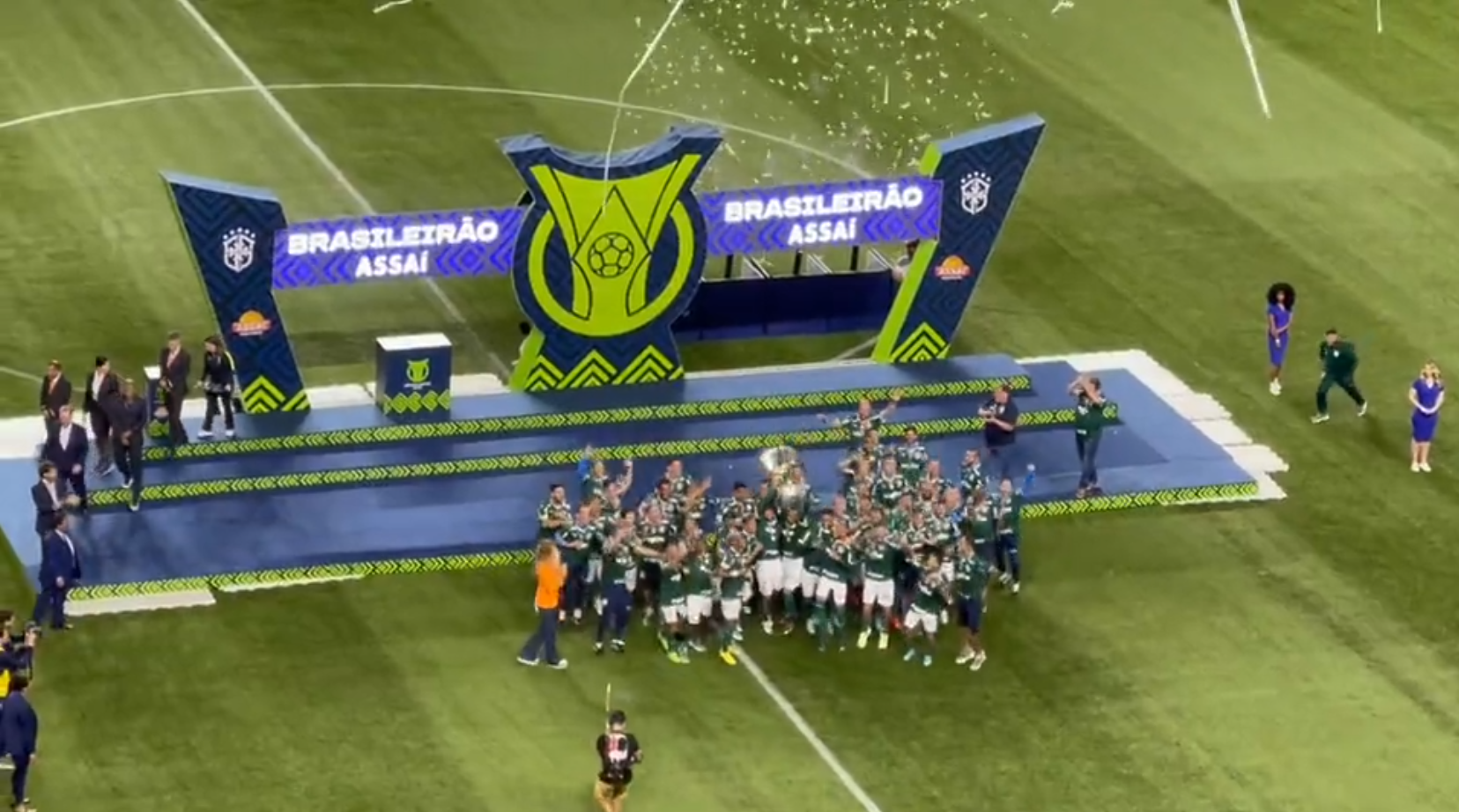
Equipe do Palmeiras levanta o troféu do Campeonato Brasileiro de 2022

Na edição de 2006, o número de participantes foi reduzido para 20, o que a própria CBF confirma como "formato definitivo", com as quatro melhores equipes se classificando para a fase de grupos da Copa Libertadores, e as quatro piores sendo rebaixadas para a Série B. E, desde 2007, cada temporada decorre entre maio e dezembro, tendo 38 rodadas com dez partidas cada, totalizando 380 partidas. A maior pontuação desde então é do Flamengo, em 2019, com 90 pontos.
Com a adoção do novo sistema de disputa em 2003, até agora Cruzeiro, Santos, Corinthians, São Paulo, Flamengo, Fluminense, Palmeiras, Atlético Mineiro e Botafogo conseguiram sagrar-se campeões.
O ranking da IFFHS de 2012 apontou o Campeonato Brasileiro como o segundo melhor campeonato de futebol do mundo, superado apenas pelo Espanhol.
Em 2013, pelo resultado obtido em campo na Série A, o Fluminense seria rebaixado, o que o faria ser o primeiro time a ser rebaixado um ano depois de se consagrar campeão. Foi salvo, porém, depois que o STJD retirou pontos do Flamengo e da Portuguesa por escalação irregular dos jogadores Andre Santos e Héverton, respectivamente, na última rodada do campeonato. O Fluminense cairia caso a Portuguesa e o Flamengo não perdessem pontos. Algumas semanas depois, uma liminar na Justiça Comum determinou que a CBF devolvesse os pontos da Portuguesa, assim como antes havia sido concedida liminar ao Flamengo, colocando novamente o Fluminense no grupo dos clubes rebaixados, mas com unanimidade dos oito auditores, foi mantido o resultado da primeira instância.

## Unificações

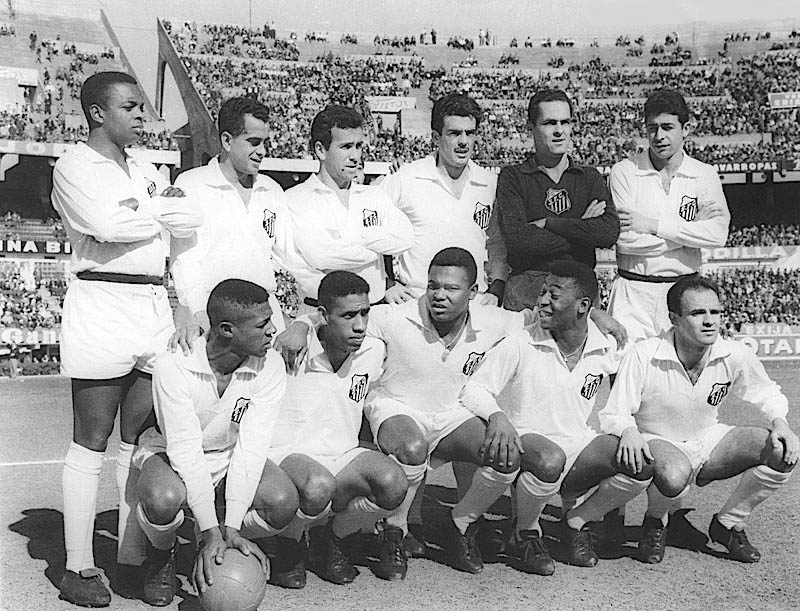
Equipe histórica do Santos, que teve 6 conquistas reconhecidas como Campeonato Brasileiro após a unificação

Em dezembro de 2010, antepenúltimo ano da gestão de Ricardo Teixeira, foi oficializada a unificação dos títulos da Taça Brasil e Torneio Roberto Gomes Pedrosa/Taça de Prata como Campeonato Brasileiro, que de 1976 até então tinha a edição de 1971 como a primeira (conforme explicação na introdução deste verbete), em que pese as mudanças de nome ao longo da história. O reconhecimento foi baseado em dossiê do historiador Odir Cunha.

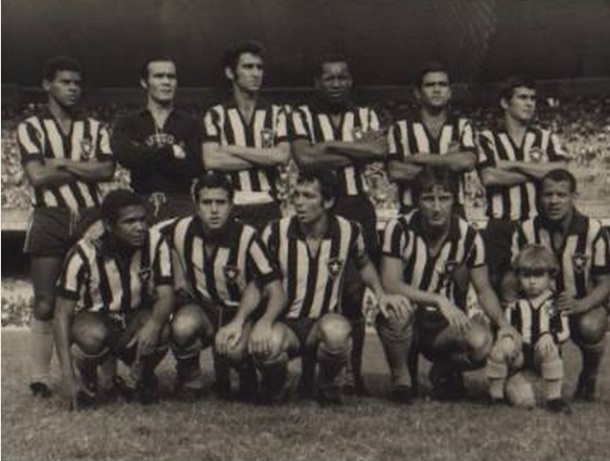
Equipe do Botafogo campeã de 1968 da Taça Brasil, também reconhecida como Campeonato Brasileiro

Em 2021, a CBF lançou a marca "Brasileirão Assaí 50 anos". Segundo a instituição, "O Brasileirão Assaí 50 anos marca o tempo de existência do Campeonato Brasileiro com este nome [chamado de Campeonato Nacional de Clubes pela antiga CBD], ou seja, desde 1971". A entidade ressaltou, porém, que os títulos anteriores são reconhecidos como edições do Brasileiro.
Em agosto de 2023, foi unificado o Torneio dos Campeões de 1937 (organizado pela FBF), após dossiê feito pelo Atlético Mineiro, que se baseou no "princípio da isonomia e de jurisprudência" em relação ao entendimento de 2010. O presidente da CBF Ednaldo Rodrigues assinou a homologação.

## Formato da competição
Vinte clubes participam do Campeonato Brasileiro. Durante o decorrer da temporada (de abril à dezembro), cada clube joga duas vezes contra os outros (em um sistema de pontos corridos), uma vez em seu estádio e a outra no de seu adversário, em um total de 38 jogos. As equipes recebem três pontos por vitória e um por empate. Não são atribuídos pontos para derrotas.
As equipes são classificadas pelo total de pontos, depois pelo saldo de gols e, em seguida, pelos gols marcados. Em caso de empate entre dois ou mais clubes, os critérios de desempate são os seguintes: maior número de vitórias; maior saldo de gols; maior número de gols pró; confronto direto; menor número de cartões vermelhos recebidos; menor número de cartões amarelos recebidos.

### Qualificação para as competições internacionais

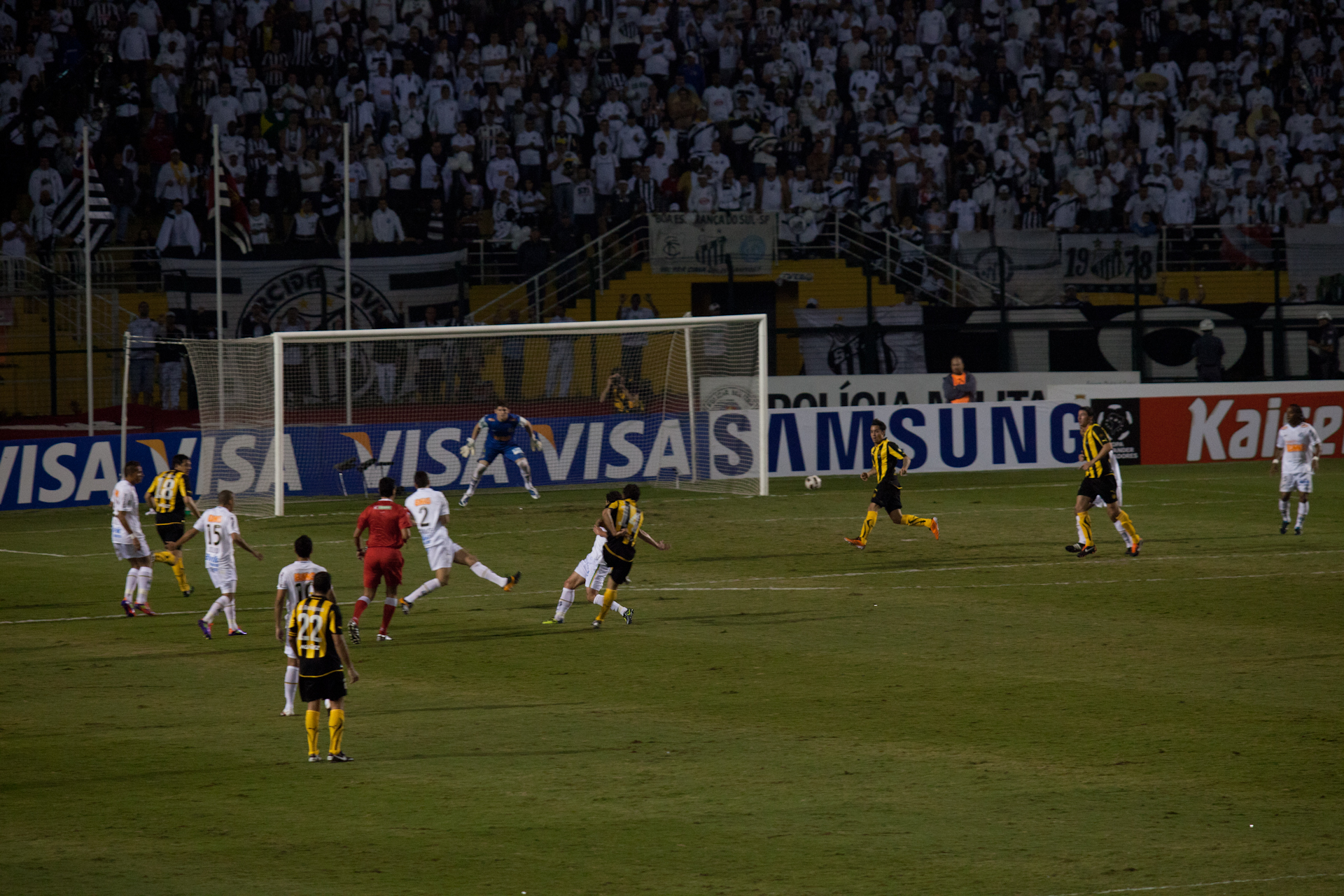
Final da Libertadores de 2011 entre Santos e Peñarol no Pacaembu.

A partir da temporada de 2016, os seis melhores times do Brasileirão se qualificam para a Copa Libertadores, com os quatro melhores times entrando diretamente na fase de grupos. Anteriormente, apenas as três melhores equipes eram qualificadas automaticamente. O quinto e sexto colocado disputam duas fases eliminatórias com confrontos de ida e volta em ambas as fases, para então entrarem na fase de grupos. As equipes do sétimo ao décimo segundo lugar se classificam para a Copa Sul-Americana. Se os vencedores da Copa do Brasil, da Copa Libertadores e/ou da Copa Sul-Americana estiverem entre os seis primeiros, no caso da Copa Libertadores, ou entre os doze primeiros, no caso da Copa Sul-Americana, aquela vaga vai para a próxima equipe melhor colocada no campeonato.
Os clube brasileiro que vencer a Copa Libertadores se classifica ao Mundial de Clubes FIFA (no ano seguinte ou a dois, três ou quatro anos depois), a Copa Intercontinental da FIFA (no mesmo ano) e a Recopa Sul-Americana (no ano seguinte). O que vencer a Sul-Americana, para a Recopa e Libertadores.

## Troféu

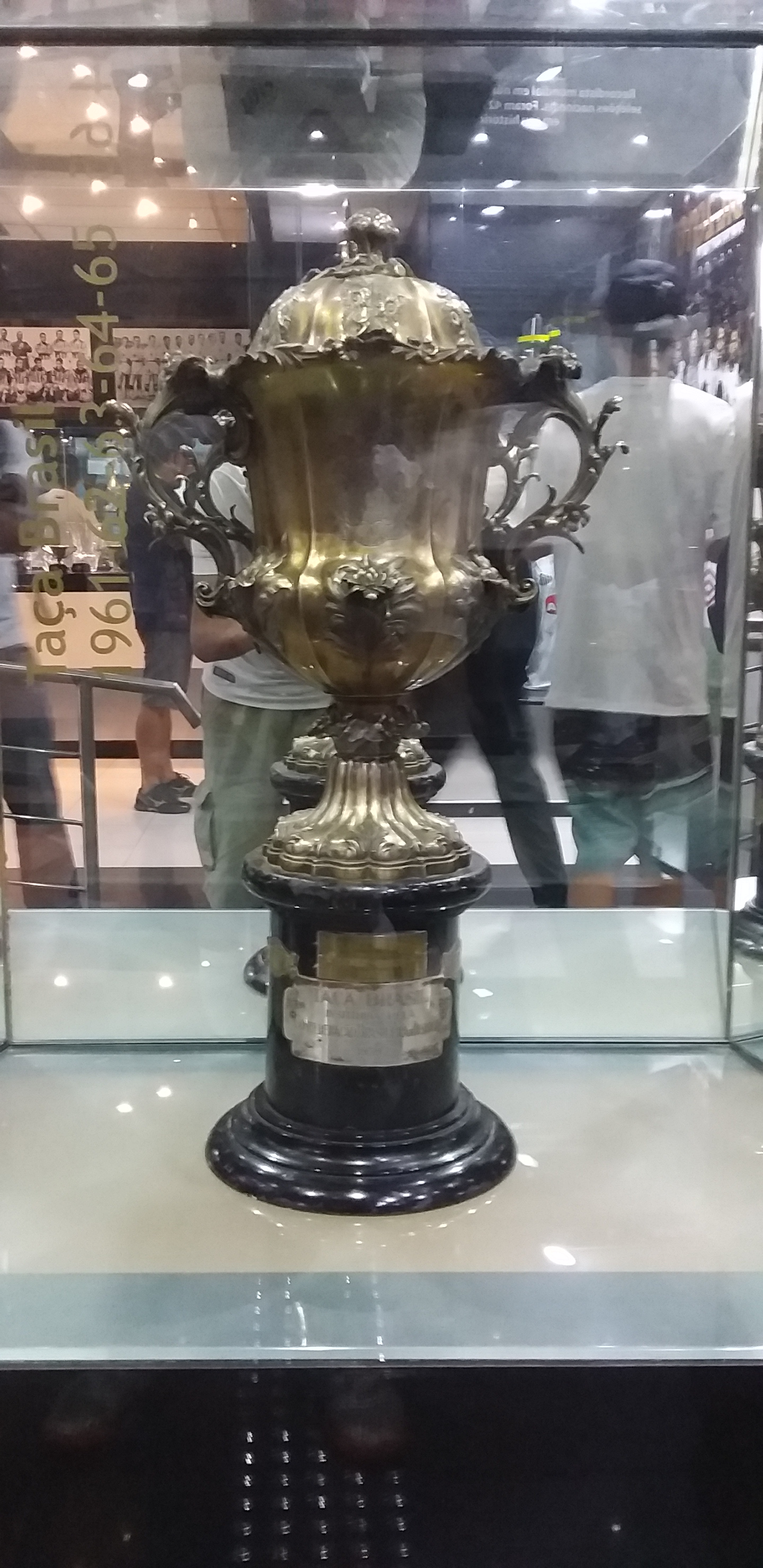
O Troféu Taça Brasil, usado entre 1959 e 1963, foi o primeiro troféu do Campeonato Brasileiro de Futebol no modelo de posse definitiva após certo número de conquistas. O Troféu Copa Brasil foi o último a adotar esse sistema.

Em dezembro de 1954, o departamento técnico da CBD instituiu o Troféu Taça Brasil, quando, também, é instituído o título de campeão brasileiro ao seu vencedor. A CBD não confeccionou uma nova taça a cada edição da competição, que só ficava definitivamente com o clube que conquistava três títulos consecutivos ou cinco alternados. No período em que o campeonato era denominado Taça Brasil, apenas dois troféus foram confeccionados: um é de propriedade do Santos (pentacampeão brasileiro no período de 1961-1965) e o outro do Botafogo (último campeão deste período em 1968). Após a unificação dos títulos, alguns clubes brasileiros, como o Cruzeiro, fizeram réplicas do troféu.

Existem dois troféus relacionados a primeira edição do Torneio Roberto Gomes Pedrosa, que foi realizada em 1967. Sendo um deles o troféu Abreu Sodré, que foi oferecido ao campeão em homenagem ao governador de São Paulo. Nas edições seguintes, até 1974, houve outras versões alternadas.

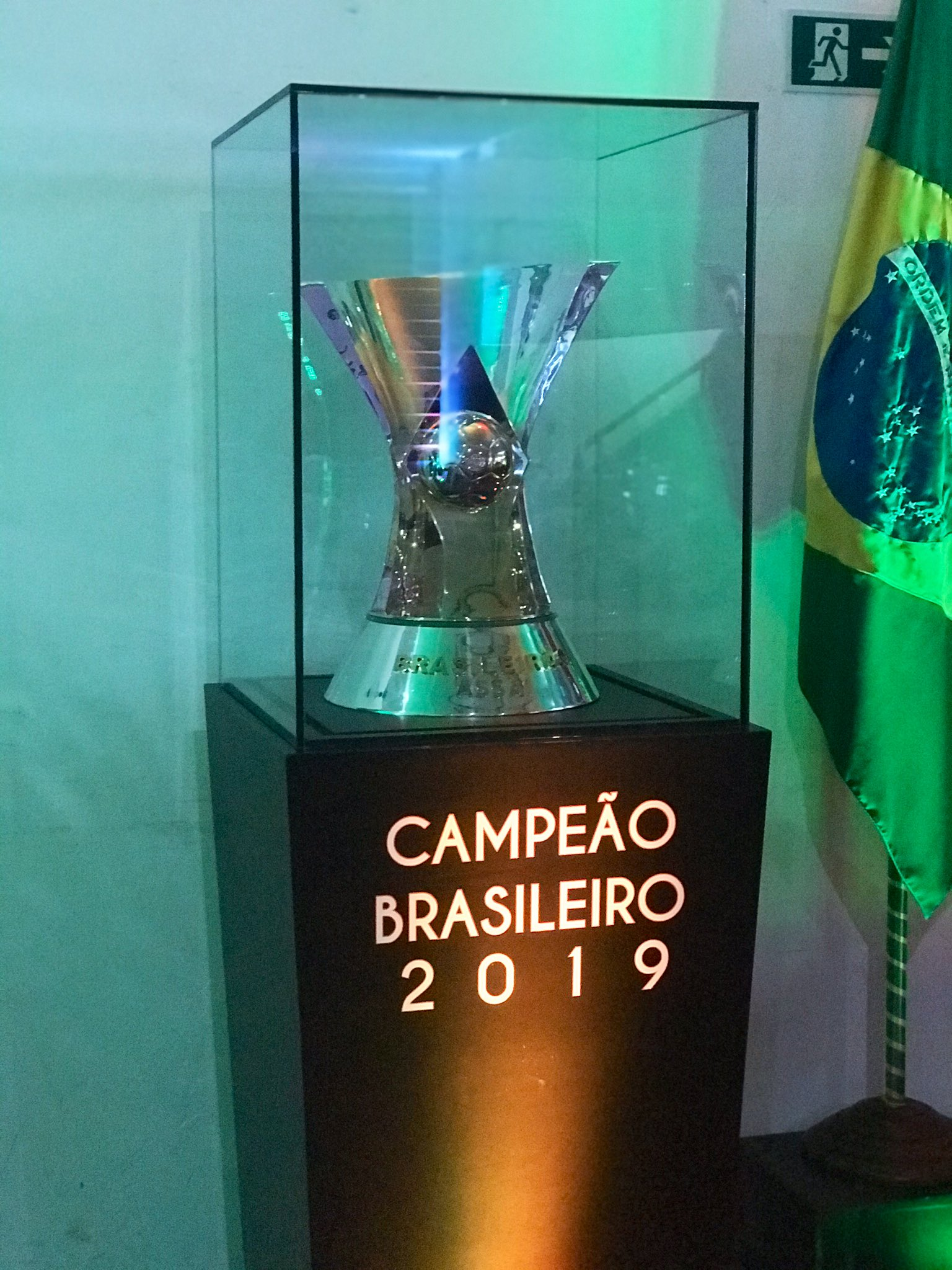
Atual troféu do Campeonato Brasileiro de Futebol

Em 1975, a Confederação Brasileira de Desportos criou o Troféu Copa Brasil, conhecido popularmente como "Taça das Bolinhas", obra do artista plástico Maurício Salgueiro, com altura de 60 centímetros e pesando 5,6 quilos, numa composição de 156 esferas (sendo uma de ouro) banhadas a ródio para proteger a prata, todas suspensas numa base de madeira de lei de jacarandá. Tinha o intuito de premiar o primeiro clube do Brasil a vencer o Campeonato Brasileiro três vezes seguidas ou cinco vezes alternadamente a partir de 1975, em um oferecimento da Caixa Econômica Federal. Entre 1975 e 1992, todos os clubes campeões brasileiros receberam uma réplica deste troféu.
O atual troféu do Campeonato Brasileiro está sendo entregue ao campeão desde 2014, ano em que a Chevrolet começou a patrocinar a competição. Sua parte principal é banhada a ouro, pesando 15 quilos com sessenta centímetros de altura, 45 de largura e 40 de profundidade. Este modelo substitui o anterior desenhado pelo artista plástico Holoassy Lins de Albuquerque, que premiava os campeões brasileiros desde 1993.
Por conta da CBF ter sido suspensa pela justiça comum de organizar o certame de 2000, foi utilizada uma outra taça criada exclusivamente para aquela edição, que ficou conhecida como Copa João Havelange, tendo como campeão o Vasco da Gama.

## Finanças

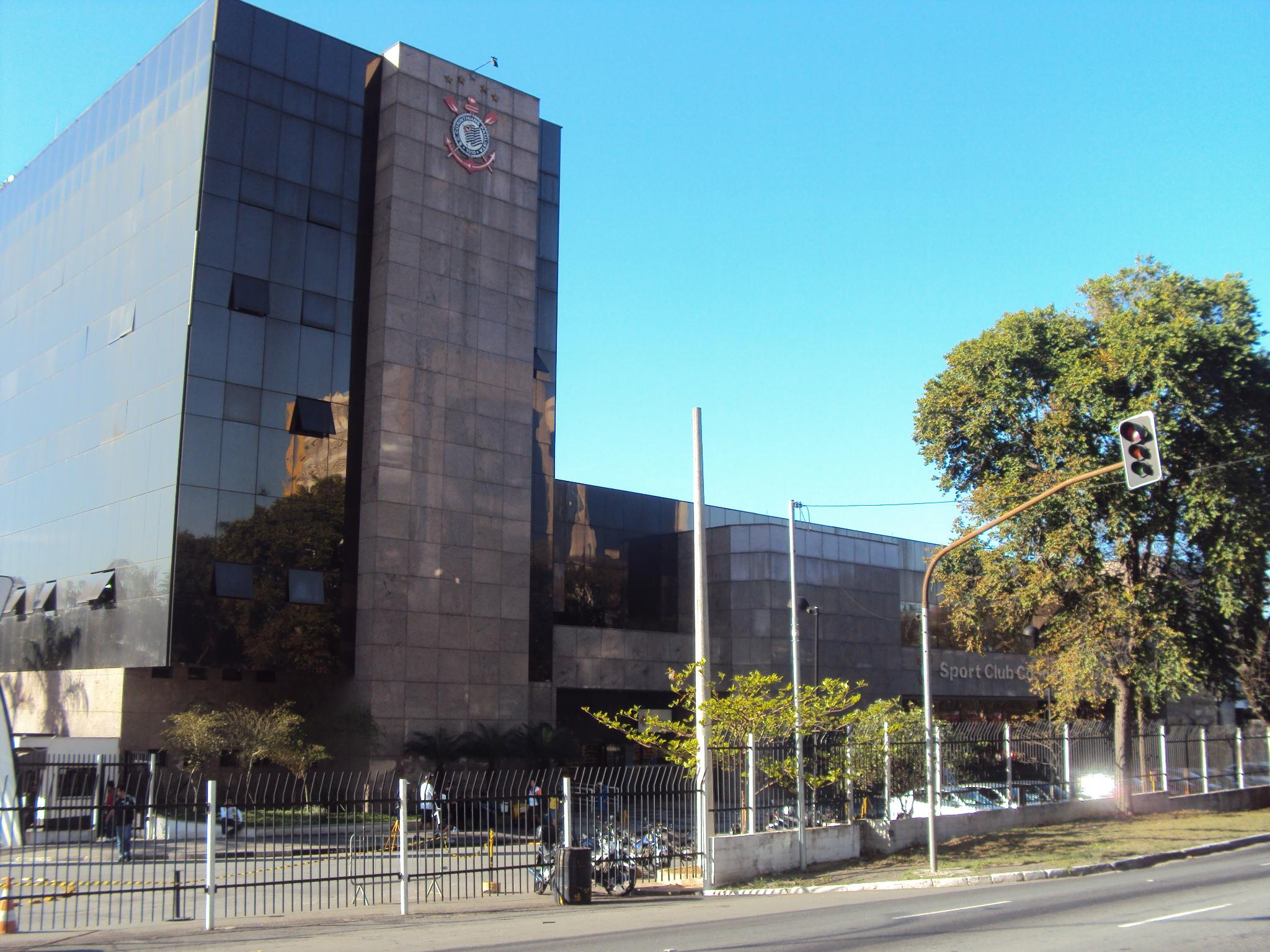
Sede social do, que fez parte da lista dos clubes de futebol mais ricos do mundo em 2013.

O Campeonato Brasileiro é classificado como a sexta liga de futebol mais valiosa do mundo, a primeira fora do "top cinco Europeu", com um patrimônio de mais de US$ 1,43 bilhão, além de ter um volume de negócios anual de mais de US$ 1,24 bilhão em 2013,[carece de fontes?] sendo que o valor total de cada clube nesta temporada era de US$ 1,07 bilhão. Em 2013, o Corinthians fez parte da lista dos clubes de futebol mais ricos, figurando na décima sexta colocação. Os direitos televisivos do Brasileirão valiam mais de US$ 610 milhões em 2012, o que representa 57% do valor na América Latina como um todo.
Em 2015, dos vinte clubes brasileiros com maior faturamento, dezoito faziam parte da primeira divisão. O faturamento total desses clubes foi de 3,6 bilhões de reais. Os prejuízos foram estimados em 373 milhões, enquanto os superávits, em 390,7 milhões. O Cruzeiro foi a equipe com o maior faturamento desse ano (363,8 milhões), enquanto o Corinthians teve o maior prejuízo (97 milhões), o Flamengo teve o maior superávit (130,4 milhões). No entanto, apesar do alto faturamento, os clubes brasileiros possuem um problema incomum: as dívidas. O endividamento dos clubes da primeira divisão em 2015 foi de 4,8 bilhões de reais (mais que o dobro em relação a 2011). O endividamento operacional foi estimado em R$ 980 milhões, enquanto o bancário chegou a 1,48 bilhão, o fiscal atingiu a marca recorde de 2,33 bilhões, com um aumento de mais de 500 milhões em relação a 2014.

### Patrocinadores
O Campeonato Brasileiro de Futebol foi oficialmente patrocinado entre 2009 e 2016, e a partir de 2018.
- 2009–2013: Petrobras (Brasileirão Petrobras)[135]
- 2014–2016: Chevrolet (Brasileirão Chevrolet)[136][137]
- 2018–2023: Assaí Atacadista (Brasileirão Assaí)[138]
- 2024–presente: Betano (Brasileirão Betano)[139]

Além do patrocínio em si, o Campeonato Brasileiro tem outros parceiros oficiais e fornecedores de material esportivo. O fornecedor da bola oficial é a Nike.

## Transmissão televisiva
Atualmente, o dinheiro da televisão representa uma parte significativa das finanças dos clubes brasileiros. Os direitos de exibição do campeonato pertencem, com exclusividade, ao Grupo Globo, que distribui as partidas ao vivo para suas emissoras: TV Globo (na televisão aberta), SporTV (na televisão por assinatura) e Premiere (no sistema de pay-per-view). As transmissões das partidas são repassadas ao Fox Sports, que desde 2013 tem direito de exibir apenas os melhores momentos e reprises dos jogos. Em 1986, a Rede Manchete transmitiu a final da competição com exclusividade. O primeiro contrato de televisão negociado pelo Clube dos 13 junto à Globo foi em 1987, e que idealizou a organização do módulo verde do campeonato daquele ano, também conhecido como Copa União. Os direitos televisivos foram vendidos por 3,4 milhões dólares. Nesse ano, foi o SBT que transmitiu a partida final com o Guarani novamente na decisão, dessa vez, contra o Sport na Ilha do Retiro, já que a Globo também não considerou o cruzamento entre os clubes dos módulos verde e amarelo. Em 1990 e 1991, apenas a Rede Bandeirantes adquiriu os direitos de transmissão. A edição de 1990 marcou o primeiro título brasileiro do Corinthians, segunda equipe mais popular do país, e chamou a atenção da mídia e do público, com destaque a partida final, que registrou um Ibope de 53 pontos na Grande São Paulo. Mesmo assim, a Globo só passou a priorizar a competição a partir da edição de 1992 com o título do Flamengo.
Em 1997 passou a ser restrita a transmissão dos jogos ao vivo em cidades onde eram realizadas as partidas (com exceção da fase final). No mesmo ano, o Clube dos 13 fechou mais um contrato com a Globo como detentora dos direitos televisivos do Brasileirão por 50 milhões de dólares (valor que incluiu também as edições de 1998 e 1999), sendo que a própria resolve dividir os direitos com a Band durante esse período. A edição de 1997 foi a primeira a ser exibida no sistema de pay-per-view, através do Premiere, além de ser a primeira a ter jogos transmitidos para a televisão por assinatura, através do SporTV, após o Clube dos 13 ter assinado um controverso contrato com a Globosat. Anteriormente, em 1993, a TVA/Editora Abril assinou um contrato que garantia a exibição das partidas para a televisão por assinatura entre 1997 e 2001 para o seu canal, a ESPN Brasil. No entanto, o acordo foi desfeito após a proposta da Globo ser muito superior ao oferecido, garantindo, assim, a exibição dos jogos para a SporTV.
Em 2000, apenas a Globo transmitiu a Copa João Havelange, em contrato negociado por 50 milhões de dólares. No entanto, a segunda partida da final da competição ocorreu em 2001, entre Vasco da Gama e São Caetano, e protagonizou algo bem incomum: a equipe cruzmaltina foi a campo estampando a logomarca do SBT em seu uniforme, segunda maior emissora de televisão do país naquela época, como forma de provocação a Globo, a qual o presidente Eurico Miranda responsabilizava pela suspensão do segundo jogo decisivo em São Januário. A situação foi embaraçosa para emissora, já que a partida teve um público estimado em 60 milhões de telespectadores. Apesar do número elevado, esta edição foi marcada pela baixa audiência, que fez com que a Globo cancelasse a exibição de algumas partidas.
Em 2001 o Clube dos 13 dividiu os clubes em quatro grupos para definir as quotas de transmissão. No ano seguinte, a Globo revendeu os direitos de transmissão a Record, que manteve a parceria por quatro anos. Em 2003, quando ocorreu a primeira edição disputada por pontos corridos, o valor foi ampliado por um montante considerável, superando pela primeira vez os três dígitos. O contrato foi assinado novamente pela Globo com valor de 130 milhões de dólares por ano, sendo renovado em 2005 por 300 milhões de dólares, válido para o triênio 2005–2008.
A partir de 2009, uma negociação mais democrática passou a ser exigida pelos meios de comunicação. Pela primeira vez, os direitos foram abertos em licitação para a comercialização da transmissão do Campeonato Brasileiro. Todos os veículos foram convidados a apresentarem propostas para pacotes de televisão aberta e por assinatura, PPV, internet e transmissão para o exterior. A Globo firmou o maior contrato da história do futebol brasileiro até a época por 1,4 bilhão de reais nas edições de 2009, 2010 e 2011. Ao final deste contrato, a maioria dos membros do Clube dos 13 indicaram que iriam negociar os direitos de transmissão independentemente. Em 2012, o contrato dos clubes foram divididos em quatro grupos: Flamengo e Corinthians recebendo de 84 a 120 milhões de reais; São Paulo, Palmeiras, Santos e Vasco recebendo de 70 a 80 milhões de reais; Internacional, Grêmio, Cruzeiro, Atlético Mineiro, Fluminense e Botafogo recebendo de 45 a 55 milhões de reais; e os demais clubes da primeira divisão recebendo de 18 a 30 milhões de reais.
Em 2016, a Rede Bandeirantes deixou de transmitir em parceria com a Globo a competição após sete anos na TV aberta. Além disso, o canal Esporte Interativo, do grupo Turner, fez negócio com Atlético Paranaense, Bahia, Ceará, Coritiba, Internacional, Joinville, Palmeiras, Paysandu, Sampaio Corrêa, Santos, Criciúma, Fortaleza, Paraná, Ponte Preta e Santa Cruz os direitos de transmissão da competição na televisão por assinatura para a competição entre 2019 e 2024, se opondo ao canal SporTV.

## Clubes

### Participações dos clubes
Um total de 160 clubes já participaram do Campeonato Brasileiro desde a sua primeira edição, em 1937. O Grêmio, embora tenha sido rebaixado três vezes, é o clube recordista em participações junto com o Santos: 62 no total. O clube gaúcho só não participou das edições de 1962, 1992, 2005 e 2022.
No período de 1967 a 2002, seis equipes participaram de todas as 36 edições: Cruzeiro, Atlético Mineiro, Vasco da Gama, Botafogo, Flamengo e Internacional. Santos, São Paulo e Corinthians aparecem em seguida, com uma edição a menos, devido à desistência das equipes em participarem da Copa Brasil de 1979, e o Palmeiras por não ter participado da Taça de Ouro de 1982.
Em relação ao modelo atual, de pontos corridos, disputado desde 2003, apenas Flamengo, Fluminense e São Paulo participaram de todas as edições.
A tabela a seguir apresenta os vinte clubes que mais participaram dos torneios que compõem o Campeonato Brasileiro de Futebol.
| Clube                | Participação no Torneio dos Campeões (1937) | Participações na Taça Brasil (1959–1968) | Participações no Torneio Roberto Gomes Pedrosa e Taça de Prata (1967–1970) | Participações no Campeonato Nacional de Clubes (1971–1974) | Participações na Copa Brasil e Copa União (1975–1979, 1984 e 1986–1988) | Participações na Taça de Ouro (1980–1983 e 1985) | Participações no Campeonato Brasileiro e Copa João Havelange (1989–2002) | Participações na "Série A" (2003–2024) | Total de participações (1959–2024) |
| Grêmio               | —                                           | 9                                        | 4                                                                          | 4                                                          | 9                                                                       | 5                                                | 13                                                                       | 20                                     | 64                                 |
| Santos               | —                                           | 7                                        | 4                                                                          | 4                                                          | 8                                                                       | 5                                                | 14                                                                       | 21                                     | 63                                 |
| Atlético Mineiro     | 1                                           | 4                                        | 4                                                                          | 4                                                          | 9                                                                       | 5                                                | 14                                                                       | 21                                     | 62                                 |
| Cruzeiro             | —                                           | 6                                        | 4                                                                          | 4                                                          | 9                                                                       | 5                                                | 14                                                                       | 19                                     | 61                                 |
| Palmeiras            | —                                           | 6                                        | 4                                                                          | 4                                                          | 9                                                                       | 4                                                | 14                                                                       | 20                                     | 61                                 |
| Botafogo             | —                                           | 4                                        | 4                                                                          | 4                                                          | 9                                                                       | 5                                                | 14                                                                       | 19                                     | 59                                 |
| Flamengo             | —                                           | 1                                        | 4                                                                          | 4                                                          | 9                                                                       | 5                                                | 14                                                                       | 22                                     | 59                                 |
| Fluminense           | 1                                           | 2                                        | 4                                                                          | 4                                                          | 9                                                                       | 5                                                | 12                                                                       | 22                                     | 59                                 |
| Internacional        | —                                           | 1                                        | 4                                                                          | 4                                                          | 9                                                                       | 5                                                | 14                                                                       | 21                                     | 58                                 |
| São Paulo            | —                                           | —                                        | 4                                                                          | 4                                                          | 8                                                                       | 5                                                | 14                                                                       | 22                                     | 57                                 |
| Corinthians          | —                                           | —                                        | 4                                                                          | 4                                                          | 8                                                                       | 5                                                | 14                                                                       | 21                                     | 56                                 |
| Vasco da Gama        | —                                           | 2                                        | 4                                                                          | 4                                                          | 9                                                                       | 5                                                | 14                                                                       | 17                                     | 55                                 |
| Bahia                | —                                           | 6                                        | 3                                                                          | 4                                                          | 9                                                                       | 5                                                | 12                                                                       | 12                                     | 51                                 |
| Athletico Paranaense | —                                           | 1                                        | 2                                                                          | 2                                                          | 9                                                                       | 2                                                | 11                                                                       | 21                                     | 48                                 |
| Goiás                | —                                           | 1                                        | —                                                                          | 2                                                          | 9                                                                       | 4                                                | 12                                                                       | 15                                     | 43                                 |
| Sport                | —                                           | 3                                        | —                                                                          | 3                                                          | 8                                                                       | 5                                                | 12                                                                       | 11                                     | 42                                 |
| Coritiba             | —                                           | 2                                        | 1                                                                          | 4                                                          | 9                                                                       | 2                                                | 10                                                                       | 15                                     | 42                                 |
| Vitória              | —                                           | 2                                        | —                                                                          | 3                                                          | 8                                                                       | 3                                                | 13                                                                       | 11                                     | 40                                 |
| Portuguesa           | 1                                           | —                                        | 3                                                                          | 4                                                          | 8                                                                       | 3                                                | 14                                                                       | 3                                      | 36                                 |
| Náutico              | —                                           | 6                                        | 1                                                                          | 3                                                          | 8                                                                       | 5                                                | 8                                                                        | 5                                      | 34                                 |

|         | Clubes que jamais foram rebaixados                                   |
|         | Clubes que participaram de todas as edições da respectiva competição |
| Negrito | Indica os clubes que participam da Série A de 2024                   |

| Sobre as competições | O Torneio dos Campeões foi disputado em 1937. |
| Sobre as competições | A Taça Brasil teve 10 edições disputadas entre 1959 e 1968. |
| Sobre as competições | O Torneio Roberto Gomes Pedrosa foi disputado entre 1967 e 1970, sendo oficialmente denominado Taça de Prata de 1968 até 1970.                                     |
| Sobre as competições | No período entre 1971 e 1974, foi disputado o Campeonato Nacional de Clubes com o uso de sistemas mistos de maneira semelhante ao Robertão.                        |
| Sobre as competições | Entre 1975 e 1988, foram disputadas a Copa Brasil, a Taça de Ouro e a Copa União.                                                                                  |
| Sobre as competições | Em 1989 pela primeira vez o Campeonato Brasileiro recebeu esse nome que perdura até hoje. Com exceção de 2000 que foi chamado oficialmente de Copa João Havelange. |
| Sobre as competições | O período de 2003 até os dias atuais, referenciado como "Série A", corresponde ao atual formato de pontos corridos.                                                |

### Pontuação histórica
Os 20 clubes mais pontuadores na história do Campeonato Brasileiro (1959–2023).
| Ranking histórico |                      |      |      |     |     |     |      |      |      |
| Pos.              | Clube                | Pts  | J    | V   | E   | D   | GP   | GC   | SG   |
| 1                 | São Paulo            | 2342 | 1594 | 697 | 470 | 427 | 2338 | 1687 | +651 |
| 2                 | Internacional        | 2283 | 1575 | 688 | 444 | 443 | 2134 | 1613 | +521 |
| 3                 | Palmeiras            | 2263 | 1521 | 699 | 420 | 402 | 2257 | 1617 | +640 |
| 4                 | Santos               | 2250 | 1610 | 674 | 454 | 482 | 2352 | 1833 | +519 |
| 5                 | Atlético Mineiro     | 2241 | 1590 | 678 | 439 | 472 | 2289 | 1842 | +447 |
| 6                 | Flamengo             | 2241 | 1600 | 677 | 444 | 479 | 2230 | 1812 | +418 |
| 7                 | Corinthians          | 2237 | 1577 | 670 | 465 | 442 | 2062 | 1638 | +424 |
| 8                 | Grêmio               | 2196 | 1568 | 671 | 430 | 467 | 2102 | 1664 | +438 |
| 9                 | Cruzeiro             | 2133 | 1519 | 647 | 417 | 455 | 2166 | 1710 | +456 |
| 10                | Fluminense           | 2012 | 1527 | 596 | 419 | 512 | 2032 | 1829 | +203 |
| 11                | Vasco da Gama        | 1852 | 1447 | 543 | 436 | 468 | 1967 | 1763 | +204 |
| 12                | Botafogo             | 1819 | 1462 | 531 | 418 | 513 | 1842 | 1784 | +58  |
| 13                | Athletico Paranaense | 1691 | 1270 | 482 | 335 | 443 | 1658 | 1554 | +104 |
| 14                | Goiás                | 1428 | 1069 | 401 | 325 | 443 | 1477 | 1523 | –46  |
| 15                | Coritiba             | 1351 | 1145 | 396 | 303 | 446 | 1329 | 1413 | –84  |
| 16                | Bahia                | 1312 | 1148 | 380 | 352 | 416 | 1296 | 1402 | –106 |
| 17                | Sport                | 1138 | 989  | 329 | 272 | 388 | 1115 | 1227 | –112 |
| 18                | Vitória              | 1107 | 972  | 319 | 259 | 394 | 1165 | 1360 | –195 |
| 19                | Portuguesa           | 896  | 781  | 258 | 249 | 274 | 948  | 955  | –7   |
| 20                | Guarani              | 889  | 709  | 269 | 215 | 225 | 898  | 797  | +101 |

## Resultados
| \| Ano \| Campeão \| Placares \| Vice \| 3.º lugar \| 4.º lugar \| \| ------------------------------------- \| ------------------- \| ----------------------------- \| ------------------- \| ------------------- \| ------------------- \| \| 1937 Detalhes \| Atlético Mineiro \| [nota 4] \| Fluminense \| Rio Branco-ES \| Portuguesa \| \| 1938–1958 \| Não disputado \| Não disputado \| Não disputado \| Não disputado \| Não disputado \| \| 1959 Detalhes \| Bahia \| 3 – 2 0 – 2 3 – 1 \| Santos \| Grêmio \| Vasco da Gama \| \| 1960 Detalhes \| Palmeiras \| 3 – 1 8 – 2 \| Fortaleza \| Fluminense \| Santa Cruz \| \| 1961 Detalhes \| Santos \| 1 – 1 5 – 1 \| Bahia \| America \| Náutico \| \| 1962 Detalhes \| Santos \| 4 – 3 1 – 3 5 – 0 \| Botafogo \| Internacional \| Sport \| \| 1963 Detalhes \| Santos \| 6 – 0 2 – 0 \| Bahia \| Grêmio \| Botafogo \| \| 1964 Detalhes \| Santos \| 4 – 1 0 – 0 \| Flamengo \| Ceará \| Palmeiras \| \| 1965 Detalhes \| Santos \| 5 – 1 1 – 0 \| Vasco da Gama \| Náutico \| Palmeiras \| \| 1966 Detalhes \| Cruzeiro \| 6 – 2 3 – 2 \| Santos \| Náutico \| Fluminense \| \| 1967[nota 5] Detalhes \| Palmeiras \| [nota 4] \| Internacional \| Corinthians \| Grêmio \| \| 1967[nota 6] Detalhes \| Palmeiras \| 3 – 1 1 – 2 2 – 0 \| Náutico \| Grêmio \| Cruzeiro \| \| 1968[nota 6] Detalhes \| Botafogo \| 2 – 2 4 – 0 \| Fortaleza \| Cruzeiro \| Náutico \| \| 1968[nota 5] Detalhes \| Santos \| [nota 4] \| Internacional \| Vasco da Gama \| Palmeiras \| \| 1969 Detalhes \| Palmeiras \| [nota 4] \| Cruzeiro \| Corinthians \| Botafogo \| \| 1970 Detalhes \| Fluminense \| [nota 4] \| Palmeiras \| Atlético Mineiro \| Cruzeiro \| \| 1971 Detalhes \| Atlético Mineiro \| [nota 7] \| São Paulo \| Botafogo \| Corinthians \| \| 1972 Detalhes \| Palmeiras \| 0 – 0 \| Botafogo \| Internacional \| Corinthians \| \| 1973 Detalhes \| Palmeiras \| [nota 4] \| São Paulo \| Cruzeiro \| Internacional \| \| 1974 Detalhes \| Vasco da Gama \| 2 – 1 \| Cruzeiro \| Santos \| Internacional \| \| 1975 Detalhes \| Internacional \| 1 – 0 \| Cruzeiro \| Fluminense \| Santa Cruz \| \| 1976 Detalhes \| Internacional \| 2 – 0 \| Corinthians \| Atlético Mineiro \| Fluminense \| \| 1977 Detalhes \| São Paulo \| 0 – 0 (pro) 3 – 2 (pen) \| Atlético Mineiro \| Operário-MS \| Londrina \| \| 1978 Detalhes \| Guarani \| 1 – 0 \| Palmeiras \| Internacional \| Vasco da Gama \| \| 1979 Detalhes \| Internacional \| 2 – 0 2 – 1 \| Vasco da Gama \| Coritiba \| Palmeiras \| \| 1980 Detalhes \| Flamengo \| 0 – 1 3 – 2 \| Atlético Mineiro \| Internacional \| Coritiba \| \| 1981 Detalhes \| Grêmio \| 2 – 1 1 – 0 \| São Paulo \| Ponte Preta \| Botafogo \| \| 1982 Detalhes \| Flamengo \| 1 – 1 0 – 0 1 – 0 \| Grêmio \| Guarani \| Corinthians \| \| 1983 Detalhes \| Flamengo \| 1 – 2 3 – 0 \| Santos \| Atlético Mineiro \| Atlético Paranaense \| \| 1984 Detalhes \| Fluminense \| 1 – 0 0 – 0 \| Vasco da Gama \| Grêmio \| Corinthians \| \| 1985 Detalhes \| Coritiba \| 1 – 1 (pro) 6 – 5 (pen) \| Bangu \| Brasil de Pelotas \| Atlético Mineiro \| \| 1986 Detalhes \| São Paulo \| 1 – 1 3 – 3 (pro) 4 – 3 (pen) \| Guarani \| Atlético Mineiro \| America \| \| 1987 Detalhes \| Sport \| 0 – 0 1 – 0 \| Guarani \| Flamengo \| Internacional \| \| 1988 Detalhes \| Bahia \| 2 – 1 0 – 0 \| Internacional \| Fluminense \| Grêmio \| \| 1989 Detalhes \| Vasco da Gama \| 1 – 0 \| São Paulo \| Cruzeiro \| Botafogo \| \| 1990 Detalhes \| Corinthians \| 1 – 0 \| São Paulo \| Grêmio \| Bahia \| \| 1991 Detalhes \| São Paulo \| 1 – 0 0 – 0 \| Bragantino \| Atlético Mineiro \| Fluminense \| \| 1992 Detalhes \| Flamengo \| 3 – 0 2 – 2 \| Botafogo \| Vasco da Gama \| Bragantino \| \| 1993 Detalhes \| Palmeiras \| 1 – 0 2 – 0 \| Vitória \| Corinthians \| São Paulo \| \| 1994 Detalhes \| Palmeiras \| 3 – 1 1 – 1 \| Corinthians \| Guarani \| Atlético Mineiro \| \| 1995 Detalhes \| Botafogo \| 2 – 1 1 – 1 \| Santos \| Cruzeiro \| Fluminense \| \| 1996 Detalhes \| Grêmio \| 0 – 2 2 – 0 \| Portuguesa \| Atlético Mineiro \| Goiás \| \| 1997 Detalhes \| Vasco da Gama \| 0 – 0 \| Palmeiras \| Internacional \| Atlético Mineiro \| \| 1998 Detalhes \| Corinthians \| 2 – 2 1 – 1 2 – 0 \| Cruzeiro \| Santos \| Portuguesa \| \| 1999 Detalhes \| Corinthians \| 2 – 3 2 – 0 0 – 0 \| Atlético Mineiro \| Vitória \| São Paulo \| \| 2000 Detalhes \| Vasco da Gama \| 1 – 1 3 – 1 \| São Caetano \| Cruzeiro \| Grêmio \| \| 2001 Detalhes \| Atlético Paranaense \| 4 – 2 1 – 0 \| São Caetano \| Fluminense \| Atlético Mineiro \| \| 2002 Detalhes \| Santos \| 2 – 0 3 – 2 \| Corinthians \| Grêmio \| Fluminense \| \| Sistema de pontos corridos \| \| \| \| \| \| \| Ano \| Campeão \| Campeão \| Vice \| 3.º lugar \| 4.º lugar \| \| 2003 Detalhes \| Cruzeiro \| Cruzeiro \| Santos \| São Paulo \| São Caetano \| \| 2004 Detalhes \| Santos \| Santos \| Atlético Paranaense \| São Paulo \| Palmeiras \| \| 2005 Detalhes \| Corinthians \| Corinthians \| Internacional \| Goiás \| Palmeiras \| \| 2006 Detalhes \| São Paulo \| São Paulo \| Internacional \| Grêmio \| Santos \| \| 2007 Detalhes \| São Paulo \| São Paulo \| Santos \| Flamengo \| Fluminense \| \| 2008 Detalhes \| São Paulo \| São Paulo \| Grêmio \| Cruzeiro \| Palmeiras \| \| 2009 Detalhes \| Flamengo \| Flamengo \| Internacional \| São Paulo \| Cruzeiro \| \| 2010 Detalhes \| Fluminense \| Fluminense \| Cruzeiro \| Corinthians \| Grêmio \| \| 2011 Detalhes \| Corinthians \| Corinthians \| Vasco da Gama \| Fluminense \| Flamengo \| \| 2012 Detalhes \| Fluminense \| Fluminense \| Atlético Mineiro \| Grêmio \| São Paulo \| \| 2013 Detalhes \| Cruzeiro \| Cruzeiro \| Grêmio \| Atlético Paranaense \| Botafogo \| \| 2014 Detalhes \| Cruzeiro \| Cruzeiro \| São Paulo \| Internacional \| Corinthians \| \| 2015 Detalhes \| Corinthians \| Corinthians \| Atlético Mineiro \| Grêmio \| São Paulo \| \| 2016 Detalhes \| Palmeiras \| Palmeiras \| Santos \| Flamengo \| Atlético Mineiro \| \| 2017 Detalhes \| Corinthians \| Corinthians \| Palmeiras \| Santos \| Grêmio \| \| 2018 Detalhes \| Palmeiras \| Palmeiras \| Flamengo \| Internacional \| Grêmio \| \| 2019 Detalhes \| Flamengo \| Flamengo \| Santos \| Palmeiras \| Grêmio \| \| 2020 Detalhes \| Flamengo \| Flamengo \| Internacional \| Atlético Mineiro \| São Paulo \| \| 2021 Detalhes \| Atlético Mineiro \| Atlético Mineiro \| Flamengo \| Palmeiras \| Fortaleza \| \| 2022 Detalhes \| Palmeiras \| Palmeiras \| Internacional \| Fluminense \| Corinthians \| \| 2023 Detalhes \| Palmeiras \| Palmeiras \| Grêmio \| Atlético Mineiro \| Flamengo \| \| 2024 Detalhes \| Botafogo \| Botafogo \| Palmeiras \| Flamengo \| Fortaleza \| \| 2025 Detalhes \| Em disputa \| Em disputa \| Em disputa \| Em disputa \| Em disputa \| \| Conquistou o título de forma invicta. \| \| \| \| \| \| |                     |                               |                     |                     |                     |
| Ano | Campeão             | Placares                      | Vice                | 3.º lugar           | 4.º lugar           |
| 1937 Detalhes | Atlético Mineiro    | [ nota 4 ]                    | Fluminense          | Rio Branco-ES       | Portuguesa          |
| 1938–1958 | Não disputado       | Não disputado                 | Não disputado       | Não disputado       | Não disputado       |
| 1959 Detalhes | Bahia               | 3 – 2 0 – 2 3 – 1             | Santos              | Grêmio              | Vasco da Gama       |
| 1960 Detalhes | Palmeiras           | 3 – 1 8 – 2                   | Fortaleza           | Fluminense          | Santa Cruz          |
| 1961 Detalhes | Santos              | 1 – 1 5 – 1                   | Bahia               | America             | Náutico             |
| 1962 Detalhes | Santos              | 4 – 3 1 – 3 5 – 0             | Botafogo            | Internacional       | Sport               |
| 1963 Detalhes | Santos              | 6 – 0 2 – 0                   | Bahia               | Grêmio              | Botafogo            |
| 1964 Detalhes | Santos              | 4 – 1 0 – 0                   | Flamengo            | Ceará               | Palmeiras           |
| 1965 Detalhes | Santos              | 5 – 1 1 – 0                   | Vasco da Gama       | Náutico             | Palmeiras           |
| 1966 Detalhes | Cruzeiro            | 6 – 2 3 – 2                   | Santos              | Náutico             | Fluminense          |
| 1967 Detalhes | Palmeiras           | [ nota 4 ]                    | Internacional       | Corinthians         | Grêmio              |
| 1967 Detalhes | Palmeiras           | 3 – 1 1 – 2 2 – 0             | Náutico             | Grêmio              | Cruzeiro            |
| 1968 Detalhes | Botafogo            | 2 – 2 4 – 0                   | Fortaleza           | Cruzeiro            | Náutico             |
| 1968 Detalhes | Santos              | [ nota 4 ]                    | Internacional       | Vasco da Gama       | Palmeiras           |
| 1969 Detalhes | Palmeiras           | [ nota 4 ]                    | Cruzeiro            | Corinthians         | Botafogo            |
| 1970 Detalhes | Fluminense          | [ nota 4 ]                    | Palmeiras           | Atlético Mineiro    | Cruzeiro            |
| 1971 Detalhes | Atlético Mineiro    | [ nota 7 ]                    | São Paulo           | Botafogo            | Corinthians         |
| 1972 Detalhes | Palmeiras           | 0 – 0                         | Botafogo            | Internacional       | Corinthians         |
| 1973 Detalhes | Palmeiras           | [ nota 4 ]                    | São Paulo           | Cruzeiro            | Internacional       |
| 1974 Detalhes | Vasco da Gama       | 2 – 1                         | Cruzeiro            | Santos              | Internacional       |
| 1975 Detalhes | Internacional       | 1 – 0                         | Cruzeiro            | Fluminense          | Santa Cruz          |
| 1976 Detalhes | Internacional       | 2 – 0                         | Corinthians         | Atlético Mineiro    | Fluminense          |
| 1977 Detalhes | São Paulo           | 0 – 0 (pro) 3 – 2 (pen)       | Atlético Mineiro    | Operário-MS         | Londrina            |
| 1978 Detalhes | Guarani             | 1 – 0                         | Palmeiras           | Internacional       | Vasco da Gama       |
| 1979 Detalhes | Internacional       | 2 – 0 2 – 1                   | Vasco da Gama       | Coritiba            | Palmeiras           |
| 1980 Detalhes | Flamengo            | 0 – 1 3 – 2                   | Atlético Mineiro    | Internacional       | Coritiba            |
| 1981 Detalhes | Grêmio              | 2 – 1 1 – 0                   | São Paulo           | Ponte Preta         | Botafogo            |
| 1982 Detalhes | Flamengo            | 1 – 1 0 – 0 1 – 0             | Grêmio              | Guarani             | Corinthians         |
| 1983 Detalhes | Flamengo            | 1 – 2 3 – 0                   | Santos              | Atlético Mineiro    | Atlético Paranaense |
| 1984 Detalhes | Fluminense          | 1 – 0 0 – 0                   | Vasco da Gama       | Grêmio              | Corinthians         |
| 1985 Detalhes | Coritiba            | 1 – 1 (pro) 6 – 5 (pen)       | Bangu               | Brasil de Pelotas   | Atlético Mineiro    |
| 1986 Detalhes | São Paulo           | 1 – 1 3 – 3 (pro) 4 – 3 (pen) | Guarani             | Atlético Mineiro    | America             |
| 1987 Detalhes | Sport               | 0 – 0 1 – 0                   | Guarani             | Flamengo            | Internacional       |
| 1988 Detalhes | Bahia               | 2 – 1 0 – 0                   | Internacional       | Fluminense          | Grêmio              |
| 1989 Detalhes | Vasco da Gama       | 1 – 0                         | São Paulo           | Cruzeiro            | Botafogo            |
| 1990 Detalhes | Corinthians         | 1 – 0                         | São Paulo           | Grêmio              | Bahia               |
| 1991 Detalhes | São Paulo           | 1 – 0 0 – 0                   | Bragantino          | Atlético Mineiro    | Fluminense          |
| 1992 Detalhes | Flamengo            | 3 – 0 2 – 2                   | Botafogo            | Vasco da Gama       | Bragantino          |
| 1993 Detalhes | Palmeiras           | 1 – 0 2 – 0                   | Vitória             | Corinthians         | São Paulo           |
| 1994 Detalhes | Palmeiras           | 3 – 1 1 – 1                   | Corinthians         | Guarani             | Atlético Mineiro    |
| 1995 Detalhes | Botafogo            | 2 – 1 1 – 1                   | Santos              | Cruzeiro            | Fluminense          |
| 1996 Detalhes | Grêmio              | 0 – 2 2 – 0                   | Portuguesa          | Atlético Mineiro    | Goiás               |
| 1997 Detalhes | Vasco da Gama       | 0 – 0                         | Palmeiras           | Internacional       | Atlético Mineiro    |
| 1998 Detalhes | Corinthians         | 2 – 2 1 – 1 2 – 0             | Cruzeiro            | Santos              | Portuguesa          |
| 1999 Detalhes | Corinthians         | 2 – 3 2 – 0 0 – 0             | Atlético Mineiro    | Vitória             | São Paulo           |
| 2000 Detalhes | Vasco da Gama       | 1 – 1 3 – 1                   | São Caetano         | Cruzeiro            | Grêmio              |
| 2001 Detalhes | Atlético Paranaense | 4 – 2 1 – 0                   | São Caetano         | Fluminense          | Atlético Mineiro    |
| 2002 Detalhes | Santos              | 2 – 0 3 – 2                   | Corinthians         | Grêmio              | Fluminense          |
| Sistema de pontos corridos |                     |                               |                     |                     |                     |
| Ano | Campeão             | Campeão                       | Vice                | 3.º lugar           | 4.º lugar           |
| 2003 Detalhes | Cruzeiro            | Cruzeiro                      | Santos              | São Paulo           | São Caetano         |
| 2004 Detalhes | Santos              | Santos                        | Atlético Paranaense | São Paulo           | Palmeiras           |
| 2005 Detalhes | Corinthians         | Corinthians                   | Internacional       | Goiás               | Palmeiras           |
| 2006 Detalhes | São Paulo           | São Paulo                     | Internacional       | Grêmio              | Santos              |
| 2007 Detalhes | São Paulo           | São Paulo                     | Santos              | Flamengo            | Fluminense          |
| 2008 Detalhes | São Paulo           | São Paulo                     | Grêmio              | Cruzeiro            | Palmeiras           |
| 2009 Detalhes | Flamengo            | Flamengo                      | Internacional       | São Paulo           | Cruzeiro            |
| 2010 Detalhes | Fluminense          | Fluminense                    | Cruzeiro            | Corinthians         | Grêmio              |
| 2011 Detalhes | Corinthians         | Corinthians                   | Vasco da Gama       | Fluminense          | Flamengo            |
| 2012 Detalhes | Fluminense          | Fluminense                    | Atlético Mineiro    | Grêmio              | São Paulo           |
| 2013 Detalhes | Cruzeiro            | Cruzeiro                      | Grêmio              | Atlético Paranaense | Botafogo            |
| 2014 Detalhes | Cruzeiro            | Cruzeiro                      | São Paulo           | Internacional       | Corinthians         |
| 2015 Detalhes | Corinthians         | Corinthians                   | Atlético Mineiro    | Grêmio              | São Paulo           |
| 2016 Detalhes | Palmeiras           | Palmeiras                     | Santos              | Flamengo            | Atlético Mineiro    |
| 2017 Detalhes | Corinthians         | Corinthians                   | Palmeiras           | Santos              | Grêmio              |
| 2018 Detalhes | Palmeiras           | Palmeiras                     | Flamengo            | Internacional       | Grêmio              |
| 2019 Detalhes | Flamengo            | Flamengo                      | Santos              | Palmeiras           | Grêmio              |
| 2020 Detalhes | Flamengo            | Flamengo                      | Internacional       | Atlético Mineiro    | São Paulo           |
| 2021 Detalhes | Atlético Mineiro    | Atlético Mineiro              | Flamengo            | Palmeiras           | Fortaleza           |
| 2022 Detalhes | Palmeiras           | Palmeiras                     | Internacional       | Fluminense          | Corinthians         |
| 2023 Detalhes | Palmeiras           | Palmeiras                     | Grêmio              | Atlético Mineiro    | Flamengo            |
| 2024 Detalhes | Botafogo            | Botafogo                      | Palmeiras           | Flamengo            | Fortaleza           |
| 2025 Detalhes | Em disputa          | Em disputa                    | Em disputa          | Em disputa          | Em disputa          |
| Conquistou o título de forma invicta. |                     |                               |                     |                     |                     |

Títulos ganhos por clube (%)
O Torneio dos Campeões de 1937, organizado pela FBF, deu ao Atlético-MG o posto de primeiro campeão brasileiro. A primeira edição da Taça Brasil definiu o Bahia como o primeiro clube a ser intitulado campeão brasileiro pela CBD. No período em que esta foi a principal competição do país, notou-se um bom domínio do Santos, que além de ter sido campeão por cinco vezes consecutivas (entre 1961 e 1965), chegou a outras duas finais no período (contra o próprio Bahia em 1959 e contra o Cruzeiro em 1966). Em 1967, foi jogado o Torneio Roberto Gomes Pedrosa, de cunho nacional (sucedendo o interestadual Rio-SP), o qual foi continuado pela CBD como Taça de Prata, a partir de 1968. Disputou-se duas competições a nível nacional em dois anos. Em 1967, o Palmeiras conseguiu conquistar o título das duas competições. Em 1968, teve-se dois campeões nacionais: o Santos (pela Taça de Prata) e o Botafogo (pela última edição da Taça Brasil). Neste período, cinco equipes diferentes conquistaram o título: o Santos (6 vezes), o Palmeiras (3 vezes), Bahia, Cruzeiro e Botafogo (1 vez cada), entre os quais Palmeiras (em 1960), Santos (em 1963, 1964 e 1965) e Cruzeiro (em 1966) foram campeões invictos.
Nos dois anos seguintes, com a Taça de Prata como única competição nacional, consagraram-se campeão Palmeiras e Fluminense.
Quando a competição chamava-se oficialmente de Campeonato Nacional de Clubes entre 1971 e 1974, 3 clubes foram campeões brasileiros: Palmeiras (em 1972 e 1973), Atlético Mineiro (em 1971) e Vasco (em 1974). No período de 1975 a 1979, quando a CBD mudou o nome da principal competição do país para Copa Brasil, prevaleceu um domínio do Internacional conquistando o título brasileiro por 3 vezes: em 1975, 1976 e 1979. Também conquistaram o título brasileiro, São Paulo (1977) e Guarani (1978). O Internacional, em 1979, é o único clube que conseguiu ser campeão de forma invicta no sistema misto.
Em 1980, quando a CBF mudou o nome da competição da elite do futebol brasileiro para Taça de Ouro, o Flamengo foi campeão brasileiro pela primeira vez. Seguido pelo Grêmio em 1981 que também conquistou seu primeiro título brasileiro da história. O rubro-negro carioca ainda conquistou mais dois títulos em 1982 e 1983 no período. Em 1984, quando voltou-se o nome de Copa Brasil, o Fluminense conquistou seu bicampeonato brasileiro. Em 1985, foi a vez do Coritiba ganhar pela primeira vez um título brasileiro, novamente sob o nome Taça de Ouro. Em 1986, novamente sob o nome de Copa Brasil, o São Paulo ganhou seu segundo título brasileiro. Em 1987 e 1988, houve dois campeões nordestinos: Sport e Bahia, respectivamente.
Entre 1989 e 2002, pela primeira vez sob o nome de "Campeonato Brasileiro" (com exceção de 2000), ganharam a competição: Corinthians e Vasco (3 vezes cada), Palmeiras (2 vezes), São Paulo, Flamengo, Botafogo, Grêmio, Athletico Paranaense e Santos (1 vez cada).
Em relação ao formato atual, por pontos corridos, usado desde 2003, nove clubes já conquistaram o título: Corinthians e Palmeiras (4 vezes cada), Cruzeiro, São Paulo e Flamengo (3 vezes cada), Fluminense (2 vezes), Santos, Atlético Mineiro e Botafogo (1 vez cada). Nenhuma destas equipes conseguiu ser campeã de forma invicta.

### Por clube
| Clube                | Títulos                                                                      | Vices                                               | Terceiro lugar                                            | Quarto lugar                                  | Total de vezes no top 4 |
| -------------------- | ---------------------------------------------------------------------------- | --------------------------------------------------- | --------------------------------------------------------- | --------------------------------------------- | ----------------------- |
| Palmeiras            | 12 (1960, 1967, 1967, 1969, 1972, 1973, 1993, 1994, 2016, 2018, 2022 e 2023) | 5 (1970, 1978, 1997, 2017 e 2024)                   | 2 (2019 e 2021)                                           | 7 (1964, 1965, 1968, 1979, 2004, 2005 e 2008) | 26                      |
| Santos               | 8 (1961, 1962, 1963, 1964, 1965, 1968, 2002 e 2004)                          | 8 (1959, 1966, 1983, 1995, 2003, 2007, 2016 e 2019) | 3 (1974, 1998 e 2017)                                     | 1 (2006)                                      | 20                      |
| Corinthians          | 7 (1990, 1998, 1999, 2005, 2011, 2015 e 2017)                                | 3 (1976, 1994 e 2002)                               | 4 (1967, 1969, 1993 e 2010)                               | 6 (1971, 1972, 1982, 1984, 2014 e 2022)       | 20                      |
| Flamengo             | 7 (1980, 1982, 1983, 1992, 2009, 2019 e 2020)                                | 3 (1964, 2018 e 2021)                               | 4 (1987, 2007, 2016 e 2024)                               | 2 (2011 e 2023)                               | 16                      |
| São Paulo            | 6 (1977, 1986, 1991, 2006, 2007 e 2008)                                      | 6 (1971, 1973, 1981, 1989, 1990 e 2014)             | 3 (2003, 2004 e 2009)                                     | 5 (1993, 1999, 2012, 2015 e 2020)             | 20                      |
| Cruzeiro             | 4 (1966, 2003, 2013 e 2014)                                                  | 5 (1969, 1974, 1975, 1998 e 2010)                   | 6 (1968, 1973, 1989, 1995, 2000 e 2008)                   | 3 (1967, 1970 e 2009)                         | 18                      |
| Vasco da Gama        | 4 (1974, 1989, 1997 e 2000)                                                  | 4 (1965, 1979, 1984 e 2011)                         | 2 (1968 e 1992)                                           | 2 (1959 e 1978)                               | 12                      |
| Fluminense           | 4 (1970, 1984, 2010 e 2012)                                                  | 1 (1937)                                            | 6 (1960, 1975, 1988, 2001, 2011 e 2022)                   | 6 (1966, 1976, 1991, 1995, 2002 e 2007)       | 17                      |
| Internacional        | 3 (1975, 1976 e 1979)                                                        | 8 (1967, 1968, 1988, 2005, 2006, 2009, 2020 e 2022) | 7 (1962, 1972, 1978, 1980, 1997, 2014 e 2018)             | 3 (1973, 1974 e 1987)                         | 21                      |
| Atlético Mineiro     | 3 (1937, 1971 e 2021)                                                        | 5 (1977, 1980, 1999, 2012 e 2015)                   | 8 (1970, 1976, 1983, 1986, 1991, 1996, 2020 e 2023)       | 5 (1985, 1994, 1997, 2001 e 2016)             | 21                      |
| Botafogo             | 3 (1968, 1995 e 2024)                                                        | 3 (1962, 1972 e 1992)                               | 1 (1971)                                                  | 5 (1963, 1969, 1981, 1989 e 2013)             | 12                      |
| Grêmio               | 2 (1981 e 1996)                                                              | 4 (1982, 2008, 2013 e 2023)                         | 9 (1959, 1963, 1967, 1984, 1990, 2002, 2006, 2012 e 2015) | 7 (1967, 1988, 2000, 2010, 2017, 2018 e 2019) | 22                      |
| Bahia                | 2 (1959 e 1988)                                                              | 2 (1961 e 1963)                                     | 0                                                         | 1 (1990)                                      | 5                       |
| Guarani              | 1 (1978)                                                                     | 2 (1986 e 1987)                                     | 2 (1982 e 1994)                                           | 0                                             | 5                       |
| Athletico Paranaense | 1 (2001)                                                                     | 1 (2004)                                            | 1 (2013)                                                  | 1 (1983)                                      | 4                       |
| Coritiba             | 1 (1985)                                                                     | 0                                                   | 1 (1979)                                                  | 1 (1980)                                      | 3                       |
| Sport                | 1 (1987)                                                                     | 0                                                   | 0                                                         | 1 (1962)                                      | 2                       |
| Fortaleza            | 0                                                                            | 2 (1960 e 1968)                                     | 0                                                         | 2 (2021 e 2024)                               | 4                       |
| São Caetano          | 0                                                                            | 2 (2000 e 2001)                                     | 0                                                         | 1 (2003)                                      | 3                       |
| Náutico              | 0                                                                            | 1 (1967)                                            | 2 (1965 e 1966)                                           | 2 (1961 e 1968)                               | 5                       |
| Vitória              | 0                                                                            | 1 (1993)                                            | 1 (1999)                                                  | 0                                             | 2                       |
| Portuguesa           | 0                                                                            | 1 (1996)                                            | 0                                                         | 2 (1937 e 1998)                               | 3                       |
| Red Bull Bragantino  | 0                                                                            | 1 (1991)                                            | 0                                                         | 1 (1992)                                      | 2                       |
| Bangu                | 0                                                                            | 1 (1985)                                            | 0                                                         | 0                                             | 1                       |
| America              | 0                                                                            | 0                                                   | 1 (1961)                                                  | 1 (1986)                                      | 2                       |
| Goiás                | 0                                                                            | 0                                                   | 1 (2005)                                                  | 1 (1996)                                      | 2                       |
| Rio Branco-ES        | 0                                                                            | 0                                                   | 1 (1937)                                                  | 0                                             | 1                       |
| Ceará                | 0                                                                            | 0                                                   | 1 (1964)                                                  | 0                                             | 1                       |
| Operário-MS          | 0                                                                            | 0                                                   | 1 (1977)                                                  | 0                                             | 1                       |
| Ponte Preta          | 0                                                                            | 0                                                   | 1 (1981)                                                  | 0                                             | 1                       |
| Brasil de Pelotas    | 0                                                                            | 0                                                   | 1 (1985)                                                  | 0                                             | 1                       |
| Santa Cruz           | 0                                                                            | 0                                                   | 0                                                         | 2 (1960 e 1975)                               | 2                       |
| Londrina             | 0                                                                            | 0                                                   | 0                                                         | 1 (1977)                                      | 1                       |

### Por cidade
| Cidade         | Títulos | Equipes                                                        |
| São Paulo      | 25      | Palmeiras (12), Corinthians (7) e São Paulo (6)                |
| Rio de Janeiro | 18      | Flamengo (7), Fluminense (4), Vasco da Gama (4) e Botafogo (3) |
| Santos         | 8       | Santos (8)                                                     |
| Belo Horizonte | 7       | Cruzeiro (4) e Atlético Mineiro (3)                            |
| Porto Alegre   | 5       | Internacional (3), Grêmio (2)                                  |
| Curitiba       | 2       | Athletico Paranaense (1) e Coritiba (1)                        |
| Salvador       | 2       | Bahia (2)                                                      |
| Campinas       | 1       | Guarani (1)                                                    |
| Recife         | 1       | Sport (1)                                                      |

### Por estado
| Estado             | Títulos | Vices | 3º lugar | 4º lugar |
| ------------------ | ------- | ----- | -------- | -------- |
| São Paulo          | 34      | 28    | 15       | 23       |
| Rio de Janeiro     | 18      | 12    | 15       | 16       |
| Minas Gerais       | 7       | 10    | 14       | 8        |
| Rio Grande do Sul  | 5       | 12    | 17       | 10       |
| Bahia              | 2       | 3     | 1        | 1        |
| Paraná             | 2       | 1     | 2        | 3        |
| Pernambuco         | 1       | 1     | 2        | 5        |
| Ceará              | 0       | 2     | 1        | 2        |
| Goiás              | 0       | 0     | 1        | 1        |
| Espírito Santo     | 0       | 0     | 1        | 0        |
| Mato Grosso do Sul | 0       | 0     | 1        | 0        |

### Por região
| Região       | Títulos | Vices | 3º lugar | 4º lugar |
| ------------ | ------- | ----- | -------- | -------- |
| Sudeste      | 59      | 50    | 45       | 47       |
| Sul          | 7       | 13    | 19       | 13       |
| Nordeste     | 3       | 6     | 4        | 8        |
| Centro-Oeste | 0       | 0     | 2        | 1        |
| Norte        | 0       | 0     | 0        | 0        |

## Estádios

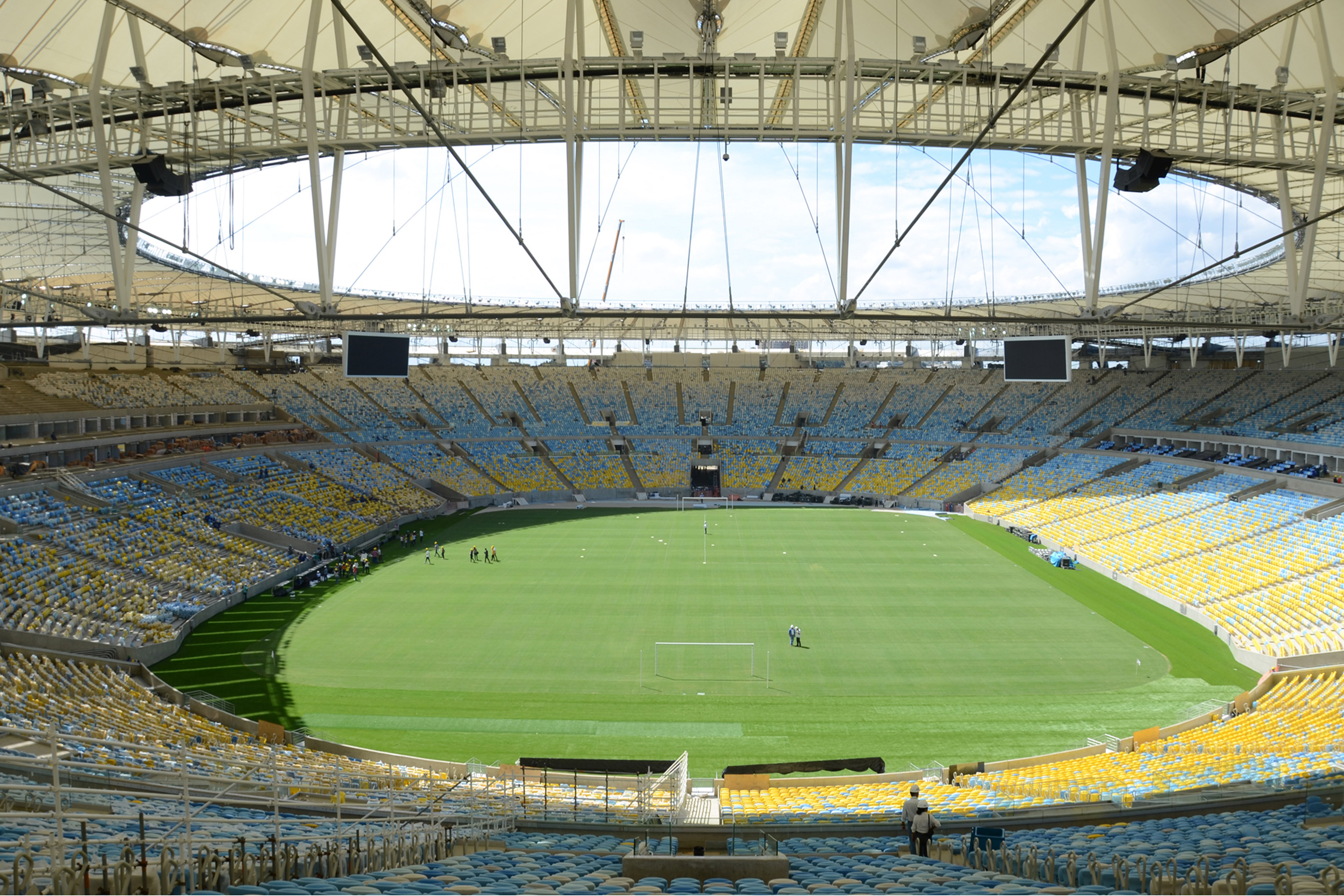
O Maracanã é maior estádio do Campeonato Brasileiro.

Em 2016, o Ministério do Esporte lançou um sistema que avalia os estádios de futebol no Brasil, o Sisbrace. O critério de avaliação se baseia com uma nota que varia de uma bola até cinco bolas, sendo uma a pior nota. Entre os estádios da primeira divisão em 2016, a média foi de 3 bolas por estádio, sendo que sete foram avaliados com cinco bolas: Maracanã, Arena Corinthians, Mineirão, Beira-Rio, Arena da Baixada, Arena do Grêmio e Allianz Parque. Barradão, Arruda e Moisés Lucarelli foram os piores avaliados, com duas bolas cada. Neste mesmo ano, a CBF investiu 2,2 milhões de reais em um sistema de padronização do tamanho do gramado de 43 estádios das séries A e B, que passaram a ter 105 metros de comprimento e 68 metros de largura.
Na atual temporada, a capacidade combinada total dos estádios da primeira divisão é de 688 919, com capacidade média de 34 445. Em 2017, o Congresso Técnico da CBF definiu algumas mudanças em relação aos estádios no Campeonato Brasileiro. Foram proibidas a venda de mando de campo (já a partir da atual temporada, proposto pelo Atlético Mineiro e aprovado pela maioria dos clubes) e a utilização de gramado sintético (a partir da próxima temporada, proposto pelo Vasco da Gama). Essas alterações afetaram clubes como o Flamengo (em relação a venda de mando de campo) e diretamente ao Atlético Paranaense (em relação ao uso de gramado sintético). Com a proibição aos clubes de mandar jogos fora do estado de origem, alguns estádios construídos para a Copa do Mundo FIFA de 2014 ficarão sem receber jogos, como o Mané Garrincha, em Brasília.

## Treinadores

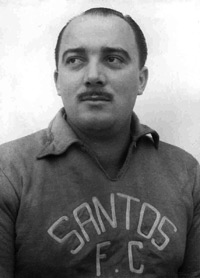
Lula é o treinador que por mais vezes conquistou o título brasileiro (ao lado de Luxemburgo).

No futebol brasileiro, nota-se que há uma intensa cobrança por resultados imediatos com os treinadores, o que acaba resultando em uma cultura de demissões e contratações, onde os clubes trocam de treinador regularmente até mesmo durante as competições. Na Série A de 2015 houve 32 trocas de treinador em 38 rodadas, número que só não superou as edições de 2003 e 2004 (41 trocas em 45 rodadas cada) e de 2005 (35 trocas em 42 rodadas). A edição com menos trocas foi a de 2012 (20 em 38 rodadas). De acordo com um estudo do jornal mexicano El Economista feito entre 2002 e 2014, o tempo médio de um treinador no Campeonato Brasileiro é de quatro meses no cargo - mais curto que em qualquer outra liga de futebol no mundo.
Em relação ao desempenho, Luís Alonso Pérez (mais conhecido como Lula) e Vanderlei Luxemburgo são os treinadores mais vitoriosos do Campeonato Brasileiro, com cinco conquistas cada. Luxemburgo foi campeão comandando Palmeiras (em 1993 e 1994), Corinthians (em 1998), Cruzeiro (em 2003) e Santos (em 2004), enquanto Lula foi campeão comandando o Santos por cinco anos consecutivos (1961, 1962, 1963, 1964 e 1965), até então o único a conseguir este feito. Rubens Minelli (comandando o Internacional em 1975/1976 e o São Paulo em 1977) e Muricy Ramalho (comandando o São Paulo em 2006, 2007 e 2008) foram os únicos treinadores tricampeões em anos consecutivos. Lula (1963, 1964 e 1965 pelo Santos), Osvaldo Brandão (1960 pelo Palmeiras), Ayrton Moreira (1966 pelo Cruzeiro) e Ênio Andrade (1979 pelo Internacional) foram os únicos treinadores campeões de forma invicta.[carece de fontes?] Barbatana também terminou uma edição do campeonato invicto, embora tenha sido vice-campeão comandando o Atlético Mineiro em 1977, perdendo a decisão para o São Paulo nos pênaltis.

### Atuais treinadores
Os atuais treinadores do Campeonato Brasileiro são:
| Treinador        | Clube               | Contratado/efetivado em | Tempo no cargo    |
| ---------------- | ------------------- | ----------------------- | ----------------- |
| Abel Ferreira    | Palmeiras           | 30 de outubro de 2020   | 4 anos e 291 dias |
| Rogério Ceni     | Bahia               | 8 de setembro de 2023   | 1 ano e 343 dias  |
| Léo Condé        | Ceará               | 27 de junho de 2024     | 1 ano e 51 dias   |
| Roger Machado    | Internacional       | 18 de julho de 2024     | 1 ano e 30 dias   |
| Filipe Luís      | Flamengo            | 30 de setembro de 2024  | 321 dias          |
| Fernando Seabra  | Red Bull Bragantino | 31 de outubro de 2024   | 290 dias          |
| Cuca             | Atlético Mineiro    | 29 de dezembro de 2024  | 231 dias          |
| Leonardo Jardim  | Cruzeiro            | 4 de fevereiro de 2025  | 194 dias          |
| Rafael Guanaes   | Mirassol            | 13 de março de 2025     | 157 dias          |
| Renato Gaúcho    | Fluminense          | 3 de abril de 2025      | 136 dias          |
| Mano Menezes     | Grêmio              | 21 de abril de 2025     | 118 dias          |
| Dorival Júnior   | Corinthians         | 28 de abril de 2025     | 111 dias          |
| Fernando Diniz   | Vasco da Gama       | 9 de maio de 2025       | 100 dias          |
| Daniel Paulista  | Sport               | 7 de junho de 2025      | 71 dias           |
| Hernán Crespo    | São Paulo           | 18 de junho de 2025     | 60 dias           |
| Davide Ancelotti | Botafogo            | 8 de julho de 2025      | 40 dias           |
| Fábio Carille    | Vitória             | 9 de julho de 2025      | 39 dias           |
| Renato Paiva     | Fortaleza           | 17 de julho de 2025     | 31 dias           |
| Thiago Carpini   | Juventude           | 4 de agosto de 2025     | 13 dias           |
| vago             | Santos              | 17 de agosto de 2025    | 0 dias            |

## Jogadores
| Nº                                                                    | Jogador             | Partidas |
| 1                                                                     | Fábio               | 664      |
| 2                                                                     | Rogério Ceni        | 577      |
| 3                                                                     | Leo Moura           | 497      |
| 4                                                                     | Diego Souza         | 472      |
| 5                                                                     | Fábio Santos        | 444      |
| 6                                                                     | Wellington Paulista | 442      |
| 7                                                                     | Cássio              | 414      |
| 8                                                                     | Fagner              | 406      |
| 9                                                                     | Paulo Baier         | 404      |
| 10                                                                    | Márcio Araújo       | 397      |
| Em negrito, jogadores que continuam atuando no Campeonato Brasileiro. |                     |          |

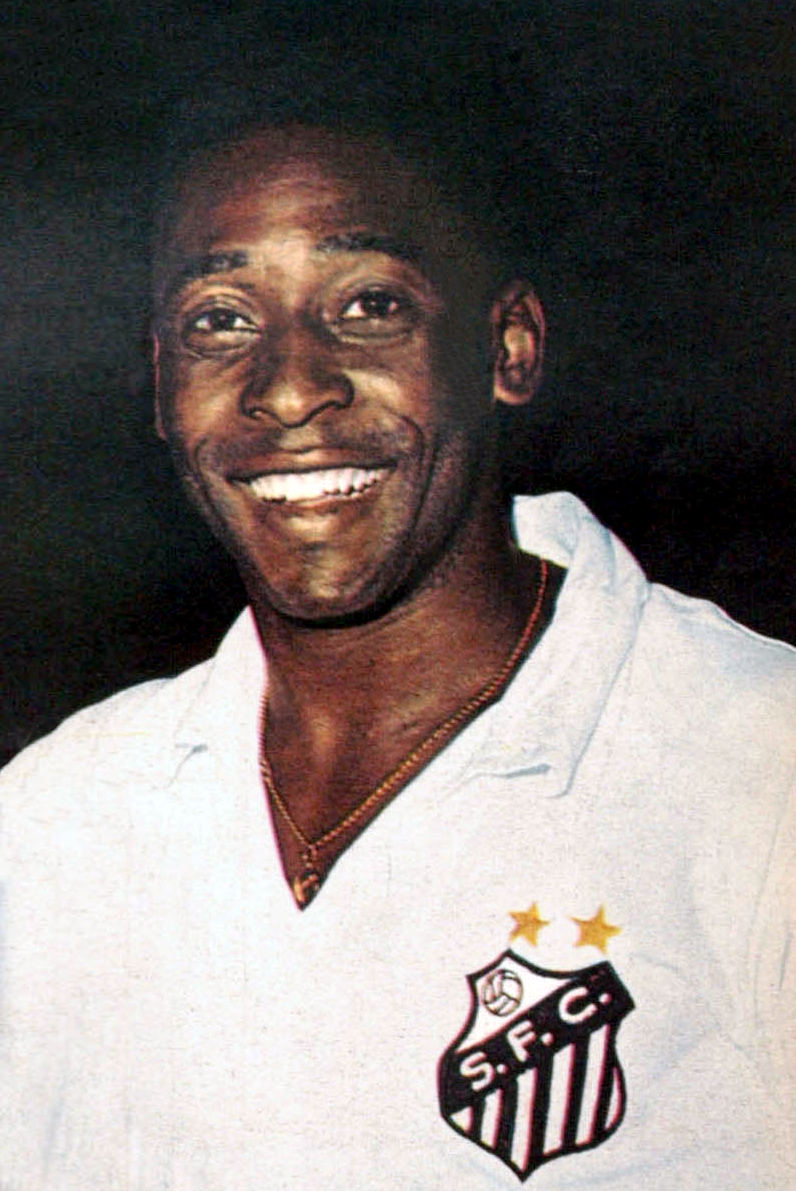
Junto a Lima e Pepe, Pelé é um dos três jogadores com mais conquistas do Campeonato Brasileiro. Os três atletas alcançaram este feito jogando pelo Santos, em 1961, 1962, 1963, 1964, 1965 e 1968.

No período entre 1959 até hoje, nenhum jogador atuou mais no Campeonato Brasileiro que Fábio. Até o momento foram 600 partidas, defendendo o Vasco da Gama entre 2000 e 2004, o Cruzeiro de 2005 a 2019 e o Fluminense a partir de 2022. Em seguida, aparece Rogério Ceni pelo São Paulo entre 1993 e 2015, com 575 jogos.

### Estrangeiros
De acordo com um estudo da CIES — Football Observatory, o Campeonato Brasileiro é o que tem menor percentual de jogadores estrangeiros entre as 37 principais ligas de futebol do mundo. Na última edição, 9,4% dos jogadores eram estrangeiros, número que corresponde a 67 (de 711 no total),[carece de fontes?] entre os quais a maioria são de nacionalidade argentina. Desde 2003, é o maior número de jogadores estrangeiros atuando na primeira divisão. Isso se deve principalmente após a CBF aprovar, em 2014, uma norma que permite a inclusão de até cinco jogadores estrangeiros na lista de convocados para cada partida. Anteriormente, era permitido apenas a inclusão de 3.

### Artilharia
Atualmente, Roberto Dinamite detém o recorde de maior número de gols no Campeonato Brasileiro, com 190. Na era dos pontos corridos, Fred detém o recorde de maior número de gols, com 157. Entre os 10 maiores artilheiros, Serginho Chulapa possui a maior média de gols por jogo: 0,69 (marcando 125 gols em 184 partidas). Zico é o artilheiro entre os meias (135), Antônio Carlos entre os zagueiros (28), e Rogério Ceni entre os goleiros (65).
Os jogadores mais vezes artilheiros do Brasil são Dadá Maravilha, Túlio e Fred (três cada). Em 1989, Túlio se tornou o artilheiro mais jovem do Brasil, enquanto Romário se tornou o mais velho em 2005. Em 2004, Washington estabeleceu o recorde de gols marcados em uma única edição do torneio, com 34 gols. O Santos é o clube que teve mais artilheiros, com 13 no total (desde 1959).[carece de fontes?]

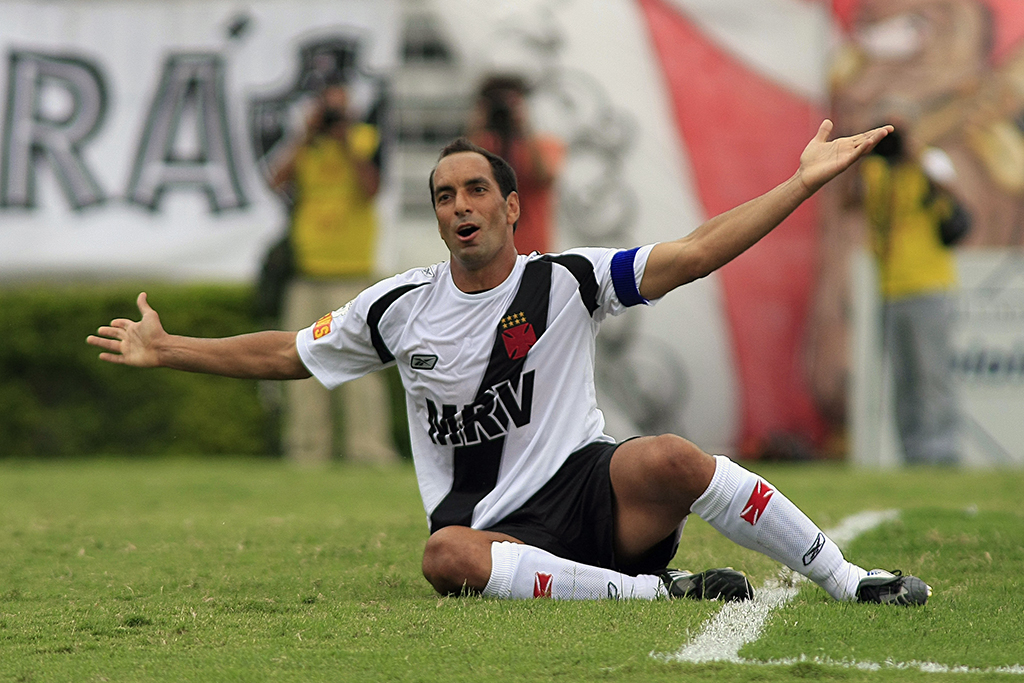
Edmundo é o quarto jogador que marcou mais gols no Campeonato Brasileiro (153)

| Nº                                                                    | Jogador          | Posição       | Gols | Partidas | Média |
| 1                                                                     | Roberto Dinamite | Atacante      | 190  | 328      | 0,58  |
| 2                                                                     | Fred             | Atacante      | 157  | 339      | 0,46  |
| 3                                                                     | Romário          | Atacante      | 154  | 251      | 0,61  |
| 4                                                                     | Edmundo          | Atacante      | 153  | 316      | 0,48  |
| 5                                                                     | Zico             | Meia          | 135  | 249      | 0,54  |
| 6                                                                     | Diego Souza      | Meia/atacante | 132  | 471      | 0,28  |
| 7                                                                     | Túlio            | Atacante      | 129  | 241      | 0,54  |
| 8                                                                     | Serginho Chulapa | Atacante      | 127  | 184      | 0,69  |
| 8                                                                     | Dadá Maravilha   | Atacante      | 127  | 278      | 0,46  |
| 10                                                                    | Washington       | Atacante      | 126  | 201      | 0,63  |
| Em negrito, jogadores que continuam atuando no Campeonato Brasileiro. |                  |               |      |          |       |

## Estatísticas

### Maiores goleadas
O maior número de gols em uma única partida e a maior goleada ocorreu em 9 de fevereiro de 1983, quando o Corinthians derrotou o Tiradentes por 10 a 1. Nove gols também foi a diferença do placar de Vasco da Gama e Tuna Luso, a favor do time da casa, válido pela primeira fase da edição de 1984. Abaixo segue a lista das maiores goleadas da história do Brasileirão.[carece de fontes?]
| Maiores goleadas do Campeonato Brasileiro | Maiores goleadas do Campeonato Brasileiro | Maiores goleadas do Campeonato Brasileiro | Maiores goleadas do Campeonato Brasileiro | Maiores goleadas do Campeonato Brasileiro | Maiores goleadas do Campeonato Brasileiro |
| Nº                                        | Edição                                    | Mandante                                  | Placar                                    | Visitante                                 | Data                                      |
| ----------------------------------------- | ----------------------------------------- | ----------------------------------------- | ----------------------------------------- | ----------------------------------------- | ----------------------------------------- |
| 1                                         | 1983                                      | Corinthians                               | 10–1                                      | Tiradentes-PI                             | 9 de fevereiro de 1983                    |
| 2                                         | 1984                                      | Vasco da Gama                             | 9–0                                       | Tuna Luso                                 | 14 de fevereiro de 1984                   |
| 3                                         | 1960                                      | Fluminense                                | 8–0                                       | Fonseca                                   | 31 de agosto de 1960                      |
| 3                                         | 1967                                      | Grêmio                                    | 8–0                                       | Perdigão                                  | 19 de novembro de 1967                    |
| 3                                         | 1981                                      | Flamengo                                  | 8–0                                       | Fortaleza                                 | 4 de fevereiro de 1981                    |
| 6                                         | 1968                                      | Santos                                    | 9–2                                       | Bahia                                     | 10 de outubro de 1968                     |
| 7                                         | 1982                                      | Guarani                                   | 8–1                                       | River-PI                                  | 4 de fevereiro de 1982                    |
| 7                                         | 1976                                      | Flamengo                                  | 8–1                                       | Sampaio Corrêa                            | 16 de setembro de 1976                    |
| 7                                         | 1980                                      | Vitória                                   | 8–1                                       | América de Natal                          | 23 de março de 1980                       |
| 7                                         | 1982                                      | Guarani                                   | 8–1                                       | Ceará                                     | 7 de fevereiro de 1982                    |
| 11                                        | 1977                                      | Bahia                                     | 7–0                                       | Vitória-ES                                | 2 de novembro de 1977                     |
| 11                                        | 1978                                      | Guarani                                   | 7–0                                       | Itabuna                                   | 30 de abril de 1978                       |
| 11                                        | 1982                                      | Vasco da Gama                             | 7–0                                       | Moto Club                                 | 24 de janeiro de 1982                     |
| 11                                        | 1982                                      | Vasco da Gama                             | 7–0                                       | Inter de Santa Maria                      | 10 de março de 1982                       |
| 11                                        | 1984                                      | Palmeiras                                 | 7–0                                       | CRB                                       | 30 de março de 1984                       |
| 11                                        | 1985                                      | Flamengo                                  | 7–0                                       | Santa Cruz                                | 13 de março de 1985                       |
| 11                                        | 1997                                      | Internacional                             | 7–0                                       | Bragantino                                | 8 de novembro de 1997                     |
| 11                                        | 2003                                      | Goiás                                     | 7–0                                       | Juventude                                 | 27 de abril de 2003                       |
| 11                                        | 2003                                      | Bahia                                     | 0–7                                       | Cruzeiro                                  | 14 de dezembro de 2003                    |
| 11                                        | 2004                                      | São Paulo                                 | 7–0                                       | Paysandu                                  | 28 de setembro de 2004                    |
| 21                                        | 1960                                      | Palmeiras                                 | 8–2                                       | Fortaleza                                 | 28 de dezembro de 1960                    |
| 21                                        | 1986                                      | Guarani                                   | 8–2                                       | Piauí                                     | 12 de outubro de 1986                     |
| 21                                        | 1993                                      | Guarani                                   | 8–2                                       | Remo                                      | 5 de dezembro de 1993                     |
| 24                                        | 1980                                      | Coritiba                                  | 7–1                                       | Ferroviário                               | 16 de abril de 1980                       |
| 24                                        | 1980                                      | Coritiba                                  | 7–1                                       | Desportiva Ferroviária                    | 4 de maio de 1980                         |
| 24                                        | 1982                                      | Atlético Mineiro                          | 7–1                                       | Desportiva Ferroviária                    | 14 de fevereiro de 1982                   |
| 24                                        | 1982                                      | Vasco da Gama                             | 7–1                                       | Operário-MS                               | 14 de março de 1982                       |
| 24                                        | 1983                                      | Flamengo                                  | 7–1                                       | Rio Negro-AM                              | 19 de fevereiro de 1983                   |
| 24                                        | 1997                                      | São Paulo                                 | 7–1                                       | União São João                            | 26 de outubro de 1997                     |
| 24                                        | 2001                                      | Vasco da Gama                             | 7–1                                       | Guarani                                   | 5 de agosto de 2001                       |
| 24                                        | 2001                                      | Vasco da Gama                             | 7–1                                       | São Paulo                                 | 25 de novembro de 2001                    |
| 24                                        | 2004                                      | Fluminense                                | 7–1                                       | Juventude                                 | 27 de outubro de 2004                     |
| 24                                        | 2005                                      | Corinthians                               | 7–1                                       | Santos                                    | 6 de novembro de 2005                     |
| 24                                        | 2008                                      | Figueirense                               | 1–7                                       | Grêmio                                    | 24 de julho de 2008                       |
| 24                                        | 2023                                      | Internacional                             | 7–1                                       | Santos                                    | 22 de outubro de 2023                     |

### Públicos
Levando em conta a popularidade do futebol no país, o Campeonato Brasileiro possui uma baixa média de público em comparação com outras ligas de futebol do mundo, e nem sequer figura na lista das dez maiores médias de público, atrás do Campeonato Argentino em termos continentais e até das divisões inferiores dos campeonatos Inglês e Alemão. Na edição de 2015, a média de público foi de 17 160 pessoas por jogo. Apesar do número parecer baixo, foi a melhor média registrada desde 2009, que teve um público de 17 807 pessoas. Nesse intervalo, o campeonato vinha amargando médias ainda mais baixas, que oscilavam entre 14 e 13 mil pessoas, contando principalmente com a ausência de estádios como Maracanã e Mineirão, reformados e utilizados para outras competições no período. Entre os clubes, o Flamengo foi o que levou mais público aos estádios durante 12 temporadas, um recorde dentro da competição. Na edição de 1980, a média da equipe foi de 66 507 torcedores, até então a maior registrada por um clube brasileiro.[carece de fontes?] Em relação a todas as participações, o Flamengo também lidera, com média de 26 580 torcedores.
| Média de público das últimas edições do Campeonato Brasileiro | Média de público das últimas edições do Campeonato Brasileiro | Média de público das últimas edições do Campeonato Brasileiro | Média de público das últimas edições do Campeonato Brasileiro | Média de público das últimas edições do Campeonato Brasileiro | Média de público das últimas edições do Campeonato Brasileiro |
| Edição                                                        | Público total                                                 | Média                                                         | Clube com melhor média                                        | Média do clube                                                | Maior público                                                 |
| ------------------------------------------------------------- | ------------------------------------------------------------- | ------------------------------------------------------------- | ------------------------------------------------------------- | ------------------------------------------------------------- | ------------------------------------------------------------- |
| 2009                                                          | 6 764 380                                                     | 17 801                                                        | Flamengo                                                      | 41 553                                                        | 78 639 (Flamengo 2–1 Grêmio)                                  |
| 2010                                                          | 5 638 806                                                     | 14 839                                                        | Corinthians                                                   | 27 446                                                        | 76 205 (Vasco da Gama 2–2 Fluminense)                         |
| 2011                                                          | 5 572 673                                                     | 14 664                                                        | Corinthians                                                   | 29 328                                                        | 63 871 (São Paulo 1–2 Flamengo)                               |
| 2012                                                          | 4 928 827                                                     | 13 148                                                        | Corinthians                                                   | 25 222                                                        | 62 207 (São Paulo 2–1 Náutico)                                |
| 2013                                                          | 5 681 551                                                     | 14 951                                                        | Cruzeiro                                                      | 28 911                                                        | 63 501 (Santos 0–0 Flamengo)                                  |
| 2014                                                          | 6 208 190                                                     | 16 337                                                        | Cruzeiro                                                      | 29 678                                                        | 58 627 (São Paulo 2–0 Cruzeiro)                               |
| 2015                                                          | 6 376 693                                                     | 17 050                                                        | Corinthians                                                   | 34 150                                                        | 67 011 (Flamengo 0–2 Coritiba)                                |
| 2016                                                          | 5 775 681                                                     | 15 239                                                        | Palmeiras                                                     | 32 471                                                        | 54 996 (São Paulo 2–2 Chapecoense)                            |
| 2017                                                          | 6 020 076                                                     | 15 968                                                        | Corinthians                                                   | 40 007                                                        | 61 142 (São Paulo 1–1 Corinthians)                            |
| 2018                                                          | 7 159 069                                                     | 18 840                                                        | Flamengo                                                      | 47 140                                                        | 62 994 (Flamengo 1–2 Atlético-PR)                             |
| 2019                                                          | 8 069 528                                                     | 21 236                                                        | Flamengo                                                      | 55 025                                                        | 65 649 (Flamengo 1–0 CSA)                                     |
| 2020                                                          | Não houve                                                     | Não houve                                                     | Não houve                                                     | Não houve                                                     | Não houve                                                     |
| 2021                                                          | 2 326 560                                                     | 14 632                                                        | Atlético Mineiro                                              | 36 869                                                        | 54 186 (Atlético-MG 1–0 América-MG)                           |
| 2022                                                          | 7 796 853                                                     | 20 681                                                        | Flamengo                                                      | 51 757                                                        | 65 392 (Flamengo 4–0 Juventude)                               |
| 2023                                                          | 6 665 710                                                     | 26 451                                                        | Flamengo                                                      | 54 449                                                        | 64 708 (Flamengo 1–2 Santos)                                  |

O maior público da história do Campeonato Brasileiro aconteceu na partida entre Flamengo e Santos, no Maracanã, em 29 de maio de 1983, que teve a presença de 155 523 pagantes.[carece de fontes?] Além desse jogo, pode ser conferido mais 23 partidas com público superior a 110 000 pagantes, sendo que as 12 primeiras foram disputadas no Maracanã. O jogo entre Corinthians e Flamengo em 6 de maio de 1984 teve o maior público registrado fora do Rio de Janeiro, com 115 002 pagantes no Morumbi, em São Paulo. O Corinthians detém o recorde de maior torcida visitante na história da competição. Em 1976, 70 mil torcedores estiveram no Maracanã para assistir a semifinal contra o Fluminense, tornando-se a maior torcida a favor de time visitante na história do futebol brasileiro.[carece de fontes?] O fato ficou conhecido como "invasão Corinthiana".
O menor público da história aconteceu na partida entre Juventude e Portuguesa, em 3 de dezembro de 1997 no Estádio Olímpico Monumental, que teve a presença de apenas 55 pagantes.[carece de fontes?] Entre os jogos que decidiram os títulos brasileiros, o menor público aconteceu na partida entre Palmeiras e Botafogo, no Morumbi, com a presença de 8 210 torcedores durante a última rodada do quadrangular final da edição de 1969.[carece de fontes?] Considerando apenas finais diretas, o menor público ocorreu na partida de volta entre Bragantino e São Paulo na finalíssima de 1991, com o público de 12 492 pessoas no Estádio Marcelo Stéfani em Bragança Paulista.[carece de fontes?]
| Partidas com públicos acima de 110 000 pagantes | Partidas com públicos acima de 110 000 pagantes | Partidas com públicos acima de 110 000 pagantes | Partidas com públicos acima de 110 000 pagantes | Partidas com públicos acima de 110 000 pagantes | Partidas com públicos acima de 110 000 pagantes | Partidas com públicos acima de 110 000 pagantes |
| #                                               | Público[i]                                      | Mandante                                        | Placar                                          | Visitante                                       | Estádio                                         | Data                                            |
| ----------------------------------------------- | ----------------------------------------------- | ----------------------------------------------- | ----------------------------------------------- | ----------------------------------------------- | ----------------------------------------------- | ----------------------------------------------- |
| 1                                               | 155 523                                         | Flamengo                                        | 3–0                                             | Santos                                          | Maracanã                                        | 29 de maio de 1983                              |
| 2                                               | 154 335                                         | Flamengo                                        | 3–2                                             | Atlético Mineiro                                | Maracanã                                        | 1 de junho de 1980                              |
| 3                                               | 146 043                                         | Fluminense                                      | 1–1                                             | Corinthians                                     | Maracanã                                        | 5 de dezembro de 1976                           |
| 4                                               | 138 107                                         | Flamengo                                        | 1–1                                             | Grêmio                                          | Maracanã                                        | 18 de abril de 1982                             |
| 5                                               | 135 487                                         | Botafogo                                        | 3–1                                             | Flamengo                                        | Maracanã                                        | 19 de abril de 1981                             |
| 6                                               | 128 781                                         | Fluminense                                      | 0–0                                             | Vasco da Gama                                   | Maracanã                                        | 27 de maio de 1984                              |
| 7                                               | 122 001                                         | Botafogo                                        | 2–2                                             | Flamengo                                        | Maracanã                                        | 19 de julho de 1992                             |
| 8                                               | 121 353                                         | Flamengo                                        | 1–1                                             | Vasco da Gama                                   | Maracanã                                        | 8 de maio de 1983                               |
| 9                                               | 120 441                                         | Flamengo                                        | 2–1                                             | Guarani                                         | Maracanã                                        | 11 de abril de 1982                             |
| 10                                              | 118 777                                         | Vasco da Gama                                   | 2–2                                             | Internacional                                   | Maracanã                                        | 28 de julho de 1974                             |
| 11                                              | 118 370                                         | Fluminense                                      | 0–0                                             | Corinthians                                     | Maracanã                                        | 20 de maio de 1984                              |
| 12                                              | 118 162                                         | Flamengo                                        | 1–0                                             | Atlético Mineiro                                | Maracanã                                        | 29 de novembro de 1987                          |
| 13                                              | 117 353                                         | Botafogo                                        | 0–0                                             | Flamengo                                        | Maracanã                                        | 16 de abril de 1981                             |
| 14                                              | 115 002                                         | Corinthians                                     | 4–1                                             | Flamengo                                        | Morumbi                                         | 6 de maio de 1984                               |
| 15                                              | 114 481                                         | Santos                                          | 2–1                                             | Flamengo                                        | Morumbi                                         | 22 de maio de 1983                              |
| 16                                              | 113 479                                         | Atlético Mineiro                                | 0–0                                             | Santos                                          | Mineirão                                        | 15 de maio de 1983                              |
| 17                                              | 113 286                                         | Corinthians                                     | 2–1                                             | Internacional                                   | Morumbi                                         | 21 de novembro de 1976                          |
| 18                                              | 112 993                                         | Vasco da Gama                                   | 2–1                                             | Cruzeiro                                        | Maracanã                                        | 1 de agosto de 1974                             |
| 19                                              | 112 403                                         | Fluminense                                      | 1–1                                             | Atlético Mineiro                                | Maracanã                                        | 20 de dezembro de 1970                          |
| 20                                              | 112 047                                         | Flamengo                                        | 1–4                                             | Palmeiras                                       | Maracanã                                        | 9 de dezembro de 1979                           |
| 21                                              | 111 260                                         | Flamengo                                        | 2–1                                             | Vasco da Gama                                   | Maracanã                                        | 5 de maio de 1983                               |
| 22                                              | 111 111                                         | Santos                                          | 3–2                                             | Flamengo                                        | Morumbi                                         | 27 de fevereiro de 1983                         |
| 23                                              | 110 877                                         | Vasco da Gama                                   | 3–0                                             | Grêmio                                          | Maracanã                                        | 19 de maio de 1984                              |
| 24                                              | 110 438                                         | Bahia                                           | 2–1                                             | Fluminense                                      | Fonte Nova                                      | 12 de fevereiro de 1989                         |

## Premiações
Abaixo, a lista de premiações oferecidas usando-se como base o Campeonato Brasileiro:

### Clubes
- Troféu Osmar Santos[carece de fontes?] (Lance!) - Troféu destinado ao clube de melhor campanha no primeiro turno da competição.[266][267]
- Troféu João Saldanha[268] (Lance!) - Troféu destinado ao clube de melhor campanha no segundo turno da competição.

### Jogadores
- Bola de Ouro (ESPN (Brasil))[269] - Prêmio destinado ao melhor jogador do Campeonato Brasileiro de Futebol.
- Bola de Prata (ESPN (Brasil)) e Troféu Armando Nogueira (TV Globo) - Prêmios destinados aos melhores jogadores de cada posição.
- Chuteira de Ouro (ESPN (Brasil)) e Prêmio Arthur Friedenreich (TV Globo) - Prêmios destinados ao maior artilheiro durante a temporada toda.
- Craque do Brasileirão (TV Globo) - Prêmio destinado as mais diversas categorias do futebol.
- Prêmio Belfort Duarte (TV Globo) - Prêmio destinado ao jogador mais disciplinado da competição.